# Melodifestivalen 2020

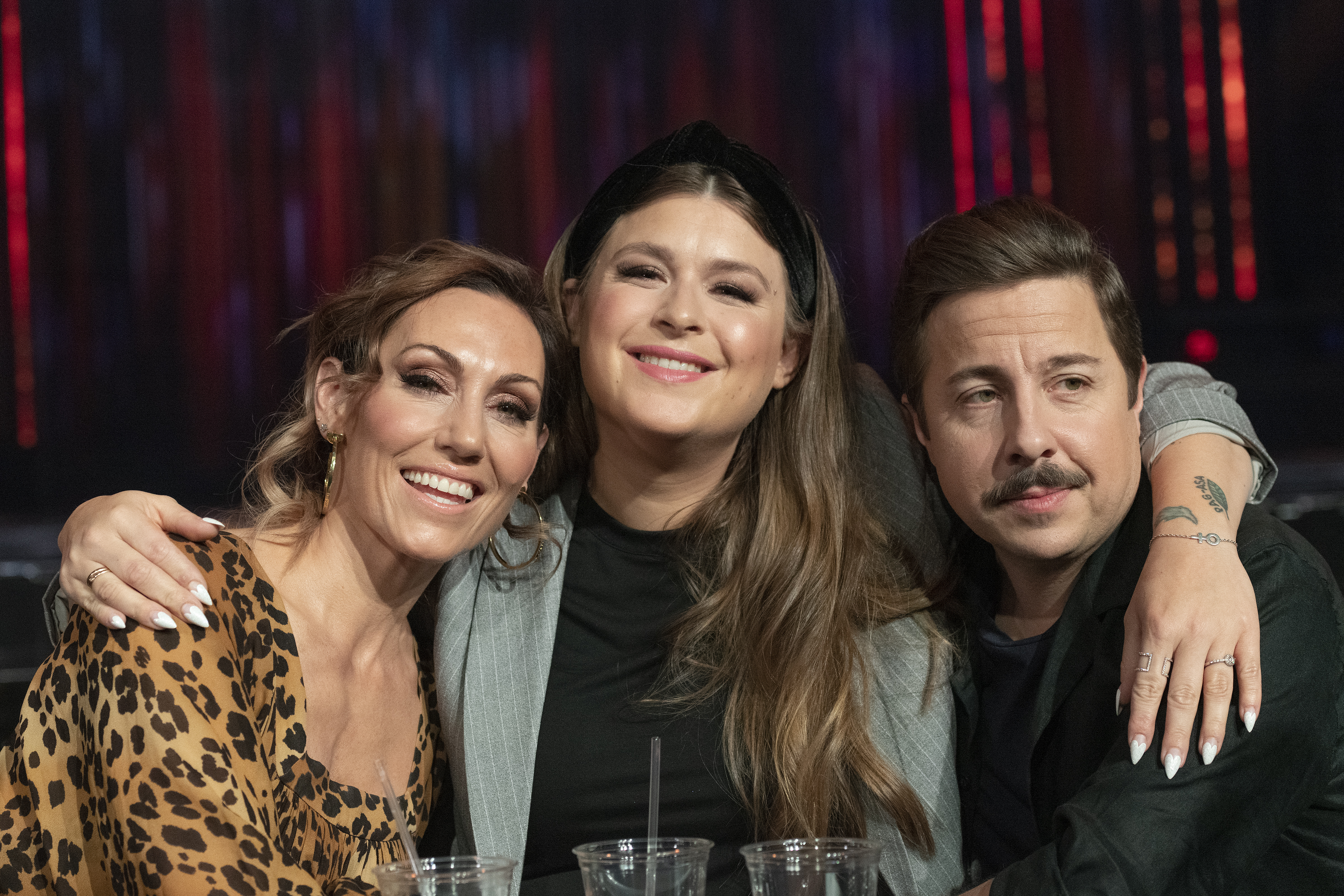
Programledare för Melodifestivalen 2020 var Lina Hedlund, Linnea Henriksson och David Sundin.

Melodifestivalen 2020 var den 60:e upplagan av Melodifestivalen, Sveriges uttagning till Eurovision Song Contest. Vinnaren blev bidraget Move framfört av The Mamas. 
Tävlingen utgjordes av en turné runt om i Sverige som omfattade fyra deltävlingar och en andra chansen-tävling innan finalen ägde rum. Programledarna till 2020 års upplaga var Lina Hedlund, Linnea Henriksson och David Sundin.
Den 18 mars meddelade EBU att Eurovision Song Contest 2020 ställs in på grund av det rådande läget med den nya coronavirussjukdomen (COVID-19). Detta innebär att The Mamas med bidraget "Move" blev det andra vinnarbidraget någonsin i Melodifestivalen som inte representerar Sverige i Eurovision Song Contest. Första gången var 1959 i andra upplagan av Melodifestivalen när Siw Malmkvist vann tävlingen, men Sveriges Radio TV hade sedan innan bestämt att Brita Borg skulle representera Sverige i ESC.

## Tävlingsupplägg
Melodifestivalen genomfördes med deltävlingar på olika håll i Sverige innan andra chansen och en final arrangerades. Den 16 september 2019 meddelades att 2 545 bidrag kommit in, och att en jury skulle välja ut 28 tävlingsbidrag från dessa. Den 26 november 2019 presenterades bidragen till 2020 års upplaga av Melodifestivalen.

### Återkommande artister till startfälten
Nedan listas namnen på de artister som tävlat tidigare år i festivalen.
| Artist            | Tidigare år (med placering) (Melodifestivalen)                                                                 | Tidigare år (med placering) (ESC) |
| ----------------- | --- | --------------------------------- |
| Albin Johnsén     | 20161 (4:a DF, 6:a AC)                                                                                         | –                                 |
| Alvaro Estrella   | 2014 (6:a DF)                                                                                                  | –                                 |
| Anis Don Demina   | 20182 (4:a final) 20193 (5:a DF)                                                                               | –                                 |
| Anna Bergendahl   | 2010 (1:a final) 2019 (10:a final)                                                                             | 2010 (11:a SF)                    |
| Dotter            | 2018 (6:a DF)                                                                                                  | –                                 |
| Ellen Benediktson | 2014 (7:a final) 2015 (5:a DF)                                                                                 | –                                 |
| Felix Sandman     | 20174 (11:a final) 2018 (2:a final)                                                                            | –                                 |
| Frida Öhrn        | 20045 (5:a DF) 20096 (5:a DF) 20136 (3:a DF, 7:a AC)                                                           | –                                 |
| Hanna Ferm        | 20197 (3:a final)                                                                                              | –                                 |
| Jan Johansen      | 1995 (1:a) 2001 (4:a) 2002 (7:a final) 20038 (2:a final)                                                       | 1995 (3:a final)                  |
| Linda Bengtzing   | 2005 (10:a final) 2006 (7:a final) 2008 (5:a final) 2011 (7:a final) 2014 (5:a DF) 2016 (7:a DF)               | –                                 |
| Loulou Lamotte    | 20139 (4:a DF, 4:a AC)                                                                                         | –                                 |
| Malou Prytz       | 2019 (12:a final)                                                                                              | –                                 |
| The Mamas         | 201910 (1:a final)                                                                                             | 201910 (5:a final)                |
| Mariette          | 2015 (3:a final) 2017 (4:a final) 2018 (5:a final)                                                             | –                                 |
| Méndez            | 2002 (2:a final) 2003 (3:a DF, 5:a AC) 2018 (12:a final)                                                       | –                                 |
| Mohombi           | 200511 (6:a DF) 2019 (5:a final)                                                                               | –                                 |
| Nanne Grönvall    | 198612 (4:a) 198712 (4:a) 199613 (1:a) 1998 (4:a) 2003 (7:a DF) 2005 (1:a DF, 2:a final) 2007 (3:a DF, 4:a AC) | 199613 (3:a final)                |
| Robin Bengtsson   | 2016 (5:a final) 2017 (1:a final)                                                                              | 2017 (5:a final)                  |
| Simon Peyron      | 201414 (4:a DF, 4:a AC)                                                                                        | –                                 |
| Sonja Aldén       | 200615 (5:a DF) 2007 (4:a DF, 1:a AC, 6:a final) 2012 (6:a DF)                                                 | –                                 |
| Victor Crone      | 201516 (4:a DF, 8:a AC)                                                                                        | 201917 (20:e final)               |

1 2016 tävlade Albin Johnsén i duett med Mattias Andréasson under namnet Albin & Mattias.

2 2018 deltog Anis Don Domina som saxofonist i bidraget som framfördes av Samir & Viktor.

3 2019 tävlade Anis Don Domina i duett med Zeana.

4 2017 tävlade Felix Sandman tillsammans med Oscar Enestad och Omar Rudberg i pojkbandet FO&O.

5 2004 tävlade Frida Öhrn tillsammans med Tobias Kagelind och Beata Harryson i gruppen LaRoxx.

6 2009 och 2013 tävlade Frida Öhrn tillsammans med Charlotte Centervall och Linda Ström i gruppen Cookies 'N' Beans.

7 2019 tävlade Hanna Ferm i duett med LIAMOO.

8 2003 tävlade Jan Johansen i duett med Pernilla Wahlgren.

9 2013 deltog Loulou Lamotte tillsammans med Oscar Zia som bisittare i bidraget som framfördes av Behrang Miri.

10 2019 deltog The Mamas i bidraget som framfördes av John Lundvik.

11 2005 tävlade Mohombi tillsammans med brodern Djo i duon Group Avalon.

12 1986 och 1987 tävlade Nanne Grönvall, då med namnet Nanne Nordqvist, tillsammans med Angelique Widengren och Peter Grönvall i gruppen Sound of Music.

13 1996 tävlade Nanne Grönvall tillsammans med Maria Rådsten och Peter Grönvall i gruppen One More Time.

14 2014 tävlade Simon Peyron som sångare i gruppen Outrigger.

15 2006 tävlade Sonja Aldén under artistnamnet Sonya.

16 2015 tävlade Victor Crone i duett med Behrang Miri.

17 2019 tävlade Victor Crone för Estland i Eurovision Song Contest.

## Datum och händelser
- 1 februari 2020 – Deltävling 1: Saab Arena, Linköping
- 8 februari 2020 – Deltävling 2: Scandinavium, Göteborg
- 15 februari 2020 – Deltävling 3: Coop Norrbotten Arena, Luleå
- 22 februari 2020 – Deltävling 4: Malmö Arena, Malmö
- 29 februari 2020 – Andra chansen: Stiga Sports Arena, Eskilstuna
- 7 mars 2020 – Final: Friends Arena, Solna

## Deltävlingarna

### Deltävling 1: Linköping
Deltävlingen sändes från Saab Arena i Linköping den 1 februari 2020. Nedan följer deltagarna i Linköping.
| Nr | Artist          | Bidrag             | Text (t) och musik (m)                                                                     |
| -- | --------------- | ------------------ | ------------------------------------------------------------------------------------------ |
| 1  | The Mamas       | Move               | Melanie Wehbe, Patrik Jean, Herman Gardarfve                                               |
| 2  | Suzi P          | Moves              | Joy Deb, Suzi Pancekov, Aniela Eklund, Malou Ruotsalainen, Chanel Tukia, Kenny Silverdique |
| 3  | Robin Bengtsson | Take a Chance      | Jimmy Jansson, Karl-Frederik Reichhardt, Marcus Winther-John                               |
| 4  | Malou Prytz     | Ballerina          | Thomas G:son, Peter Boström, Jimmy Jansson                                                 |
| 5  | OVÖ             | Inga problem       | Nicholas Frandsen, Lukas Nathanson, Jean-Willy Akofely, Nickie Osenius Kouakou             |
| 6  | Sonja Aldén     | Sluta aldrig gå    | Bobby Ljunggren, David Lindgren Zacharias, Sonja Aldén                                     |
| 7  | Felix Sandman   | Boys with Emotions | Tony Ferrari, Parker James, Peter Thomas, Philip Bentley, Nicki Adamsson, Felix Sandman    |

#### Röstningsresultat
| Nr | Bidrag             | Antal röster | Poäng i tittargrupper | Poäng i tittargrupper | Poäng i tittargrupper | Poäng i tittargrupper | Poäng i tittargrupper | Poäng i tittargrupper | Poäng i tittargrupper | Poäng i tittargrupper | Poäng i tittargrupper | Plac. | Anm.          |
| Nr | Bidrag             | Antal röster | 3-9                   | 10-15                 | 16-29                 | 30-44                 | 45-59                 | 60-74                 | 75+                   | Telefon               | Totalt                | Plac. | Anm.          |
| -- | ------------------ | ------------ | --------------------- | --------------------- | --------------------- | --------------------- | --------------------- | --------------------- | --------------------- | --------------------- | --------------------- | ----- | ------------- |
| 1  | Move               | 1 370 798    | 6                     | 12                    | 12                    | 12                    | 12                    | 10                    | 10                    | 12                    | 86                    | 1     | Till final    |
| 2  | Moves              | 582 520      | 4                     | 2                     | 1                     | 1                     | 1                     | 2                     | 1                     | 1                     | 13                    | 7     | Utslagen      |
| 3  | Take a Chance      | 1 267 149    | 12                    | 10                    | 8                     | 10                    | 10                    | 12                    | 12                    | 10                    | 84                    | 2     | Till final    |
| 4  | Ballerina          | 1 146 797    | 10                    | 8                     | 6                     | 8                     | 8                     | 4                     | 8                     | 6                     | 58                    | 3     | Andra chansen |
| 5  | Inga problem       | 633 485      | 2                     | 4                     | 4                     | 2                     | 2                     | 1                     | 2                     | 2                     | 19                    | 6     | Utslagen      |
| 6  | Sluta aldrig gå    | 661 376      | 1                     | 1                     | 2                     | 4                     | 4                     | 8                     | 4                     | 8                     | 32                    | 5     | Utslagen      |
| 7  | Boys with Emotions | 1 080 040    | 8                     | 6                     | 10                    | 6                     | 6                     | 6                     | 6                     | 4                     | 52                    | 4     | Andra chansen |

- Telefon- och applikationsröster: 6 742 165 röster[8]
- Till Radiohjälpen: 454 452 kronor[8]
- TV-tittare: 2 949 000 tittare[9]
- Sammanlagt antal röstande: 502 404 enheter[10]

### Deltävling 2: Göteborg
Thorsten Flinck skulle inledningsvis ha framfört bidraget Miraklernas tid men diskvalificerades en vecka före deltävlingen till följd av att han stod under åtal misstänkt för olaga hot och ringa skadegörelse. Det stod senare klart att Jan Johansen istället skulle framföra låten.
Deltävlingen sändes från Scandinavium i Göteborg den 8 februari 2020. Nedan följer deltagarna i Göteborg.
| Nr | Artist                       | Bidrag              | Text (t) och musik (m)                                         |
| -- | ---------------------------- | ------------------- | -------------------------------------------------------------- |
| 1  | Klara Hammarström            | Nobody              | Erik Smaaland, Palle Hammarlund, Klara Hammarström             |
| 2  | Jan Johansen                 | Miraklernas tid     | Thomas G:son                                                   |
| 3  | Dotter                       | Bulletproof         | Dino Medanhodzic, Johanna Jansson, Erik Dahlqvist              |
| 4  | Méndez feat. Alvaro Estrella | Vamos Amigos        | Palle Hammarlund, Jimmy Jansson, Jakke Erixson, Leo Mendez     |
| 5  | Linda Bengtzing              | Alla mina sorger    | Yvonne Dahlbom, Jesper Welander, Adam Jönsson, Linda Bengtzing |
| 6  | Paul Rey                     | Talking in My Sleep | Paul Rey, Lukas Hällgren, Alexander Standal Pavelich           |
| 7  | Anna Bergendahl              | Kingdom Come        | Bobby Ljunggren, Thomas G:son, Erik Bernholm, Anna Bergendahl  |

#### Röstningsresultat
| Nr | Bidrag              | Antal röster | Poäng i tittargrupper | Poäng i tittargrupper | Poäng i tittargrupper | Poäng i tittargrupper | Poäng i tittargrupper | Poäng i tittargrupper | Poäng i tittargrupper | Poäng i tittargrupper | Poäng i tittargrupper | Plac. | Anm.          |
| Nr | Bidrag              | Antal röster | 3-9                   | 10-15                 | 16-29                 | 30-44                 | 45-59                 | 60-74                 | 75+                   | Telefon               | Totalt                | Plac. | Anm.          |
| -- | ------------------- | ------------ | --------------------- | --------------------- | --------------------- | --------------------- | --------------------- | --------------------- | --------------------- | --------------------- | --------------------- | ----- | ------------- |
| 1  | Nobody              | 951 815      | 10                    | 8                     | 4                     | 4                     | 4                     | 2                     | 4                     | 4                     | 40                    | 5     | Utslagen      |
| 2  | Miraklernas tid     | 501 335      | 1                     | 1                     | 1                     | 1                     | 1                     | 1                     | 1                     | 1                     | 8                     | 7     | Utslagen      |
| 3  | Bulletproof         | 1 160 616    | 8                     | 12                    | 10                    | 10                    | 10                    | 6                     | 8                     | 10                    | 74                    | 2     | Till final    |
| 4  | Vamos Amigos        | 1 070 755    | 12                    | 10                    | 8                     | 8                     | 8                     | 8                     | 6                     | 6                     | 66                    | 3     | Andra chansen |
| 5  | Alla mina sorger    | 717 043      | 2                     | 2                     | 2                     | 2                     | 2                     | 4                     | 2                     | 2                     | 18                    | 6     | Utslagen      |
| 6  | Talking in My Sleep | 1 029 652    | 4                     | 6                     | 12                    | 6                     | 6                     | 10                    | 10                    | 8                     | 62                    | 4     | Andra chansen |
| 7  | Kingdom Come        | 1 140 812    | 6                     | 4                     | 6                     | 12                    | 12                    | 12                    | 12                    | 12                    | 76                    | 1     | Till final    |

- Telefon- och applikationsröster: 6 572 028 röster[8]
- Till Radiohjälpen: 499 174 kronor[8]
- TV-tittare: 2 834 000 tittare[14]
- Sammanlagt antal röstande: 488 708 enheter[15]

### Deltävling 3: Luleå
Deltävlingen sändes från Coop Norrbotten Arena i Luleå den 15 februari 2020. Nedan följer deltagarna i Luleå.
| Nr | Artist          | Bidrag          | Text (t) och musik (m)                                                     |
| -- | --------------- | --------------- | -------------------------------------------------------------------------- |
| 1  | Mariette        | Shout It Out    | Thomas G:son, Cassandra Ströberg, Alex Shield, Mariette Hansson            |
| 2  | Albin Johnsén   | Livet börjar nu | Robin Stjernberg, Albin Johnsén, Gino Yonan                                |
| 3  | Drängarna       | Piga och dräng  | Anders Wigelius, Robert Norberg, Jimmy Jansson                             |
| 4  | Amanda Aasa     | Late            | Amanda Aasa, Siri Jansson, Erik Grahn, Alex Shield                         |
| 5  | Anis Don Demina | Vem e som oss   | Anderz Wrethov, Johanna Elkesdotter Wrethov, Anis Don Demina, Robin Svensk |
| 6  | Faith Kakembo   | Crying Rivers   | Jörgen Elofsson, Liz Rodrigues                                             |
| 7  | Mohombi         | Winners         | Jimmy Jansson, Mohombi Moupondo, Palle Hammarlund                          |

#### Röstningsresultat
| Nr | Bidrag          | Antal röster | Poäng i tittargrupper | Poäng i tittargrupper | Poäng i tittargrupper | Poäng i tittargrupper | Poäng i tittargrupper | Poäng i tittargrupper | Poäng i tittargrupper | Poäng i tittargrupper | Poäng i tittargrupper | Plac. | Anm.          |
| Nr | Bidrag          | Antal röster | 3-9                   | 10-15                 | 16-29                 | 30-44                 | 45-59                 | 60-74                 | 75+                   | Telefon               | Totalt                | Plac. | Anm.          |
| -- | --------------- | ------------ | --------------------- | --------------------- | --------------------- | --------------------- | --------------------- | --------------------- | --------------------- | --------------------- | --------------------- | ----- | ------------- |
| 1  | Shout It Out    | 1 215 521    | 12                    | 10                    | 10                    | 12                    | 12                    | 12                    | 12                    | 8                     | 88                    | 1     | Till final    |
| 2  | Livet börjar nu | 470 431      | 2                     | 1                     | 1                     | 1                     | 1                     | 1                     | 1                     | 1                     | 9                     | 7     | Utslagen      |
| 3  | Piga och dräng  | 921 811      | 6                     | 6                     | 8                     | 6                     | 6                     | 6                     | 6                     | 12                    | 56                    | 4     | Andra chansen |
| 4  | Late            | 534 652      | 4                     | 2                     | 2                     | 2                     | 2                     | 2                     | 2                     | 2                     | 18                    | 6     | Utslagen      |
| 5  | Vem e som oss   | 1 107 528    | 8                     | 12                    | 12                    | 10                    | 4                     | 4                     | 4                     | 6                     | 60                    | 3     | Andra chansen |
| 6  | Crying Rivers   | 733 502      | 1                     | 4                     | 4                     | 4                     | 8                     | 10                    | 10                    | 10                    | 51                    | 5     | Utslagen      |
| 7  | Winners         | 1 031 906    | 10                    | 8                     | 6                     | 8                     | 10                    | 8                     | 8                     | 4                     | 62                    | 2     | Till final    |

- Telefon- och applikationsröster: 6 015 351 röster[8]
- Till Radiohjälpen: 375 838 kronor[8]
- TV-tittare: 2 728 000 tittare[16]
- Sammanlagt antal röstande: 473 915 enheter

### Deltävling 4: Malmö
Deltävlingen sändes från Malmö Arena i Malmö den 22 februari 2020. Nedan följer deltagarna i Malmö.
| Nr | Artist                           | Bidrag                        | Text (t) och musik (m)                                                                |
| -- | -------------------------------- | ----------------------------- | ------------------------------------------------------------------------------------- |
| 1  | Frida Öhrn                       | We Are One                    | Frida Öhrn, Hampus Eurenius, Nicklas Eklund                                           |
| 2  | William Stridh                   | Molnljus                      | Markus Lidén, Christian Holmström, David Kreuger, William Strid                       |
| 3  | Nanne Grönvall                   | Carpool Karaoke               | Nanne Grönvall, Peter Grönvall                                                        |
| 4  | Victor Crone                     | Troubled Waters               | Dino Medanhodzic, Benjamin Jennebo, Victor Crone                                      |
| 5  | Ellen Benediktson & Simon Peyron | Surface                       | Paul Rey, Laurell Barker, Anderz Wrethov, Sebastian von Koenigsegg, Ellen Benediktson |
| 6  | Jakob Karlberg                   | Om du tror att jag saknar dig | Nanne Grönvall, Isak Hallén, Henrik Moreborg, Jakob Karlberg                          |
| 7  | Hanna Ferm                       | Brave                         | David Kjellstrand, Jimmy Jansson, Laurell Barker                                      |

#### Röstningsresultat
| Nr | Bidrag                        | Antal röster | Poäng i tittargrupper | Poäng i tittargrupper | Poäng i tittargrupper | Poäng i tittargrupper | Poäng i tittargrupper | Poäng i tittargrupper | Poäng i tittargrupper | Poäng i tittargrupper | Poäng i tittargrupper | Plac. | Anm.          |
| Nr | Bidrag                        | Antal röster | 3-9                   | 10-15                 | 16-29                 | 30-44                 | 45-59                 | 60-74                 | 75+                   | Telefon               | Totalt                | Plac. | Anm.          |
| -- | ----------------------------- | ------------ | --------------------- | --------------------- | --------------------- | --------------------- | --------------------- | --------------------- | --------------------- | --------------------- | --------------------- | ----- | ------------- |
| 1  | We Are One                    | 685 663      | 6                     | 4                     | 1                     | 8                     | 8                     | 8                     | 8                     | 8                     | 51                    | 3     | Andra chansen |
| 2  | Molnljus                      | 700 582      | 8                     | 8                     | 6                     | 4                     | 1                     | 1                     | 2                     | 6                     | 36                    | 5     | Utslagen      |
| 3  | Carpool Karaoke               | 548 116      | 1                     | 1                     | 2                     | 1                     | 2                     | 6                     | 6                     | 2                     | 21                    | 7     | Utslagen      |
| 4  | Troubled Waters               | 1 072 105    | 10                    | 10                    | 12                    | 10                    | 10                    | 10                    | 10                    | 10                    | 82                    | 2     | Till final    |
| 5  | Surface                       | 698 364      | 4                     | 6                     | 4                     | 6                     | 6                     | 4                     | 4                     | 4                     | 38                    | 4     | Andra chansen |
| 6  | Om du tror att jag saknar dig | 619 888      | 2                     | 2                     | 8                     | 2                     | 4                     | 2                     | 1                     | 1                     | 22                    | 6     | Utslagen      |
| 7  | Brave                         | 1 174 481    | 12                    | 12                    | 10                    | 12                    | 12                    | 12                    | 12                    | 12                    | 94                    | 1     | Till final    |

- Telefon- och applikationsröster: 5 499 199 röster[8]
- Till Radiohjälpen: 343 942 kronor[8]
- TV-tittare: 2 697 000 tittare[17]
- Sammanlagt antal röstande: 424 004 enheter

## Andra chansen: Eskilstuna

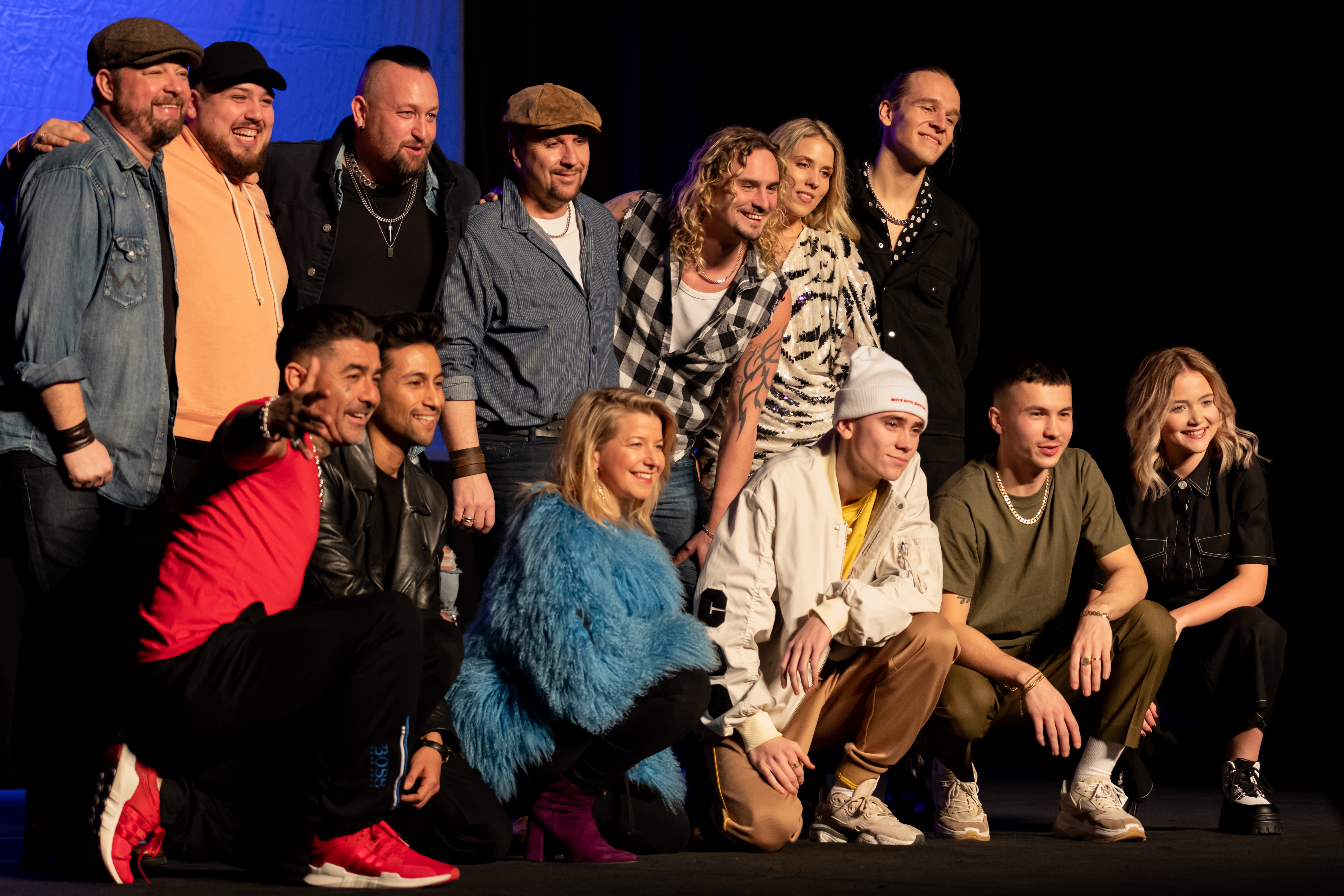
Duellanterna i Andra chansen.

Andra chansen sändes från Stiga Sports Arena i Eskilstuna den 29 februari 2020.

### Startfältet
Vilka bidrag som möttes i respektive duell avgjordes helt och hållet av SVT själva. Startfältet redovisas efter deltävlingsordningen.
| Artist                           | Bidrag              | Text (t) & Musik (m)                                                                    | Duell | Anmärkning |
| -------------------------------- | ------------------- | --------------------------------------------------------------------------------------- | ----- | ---------- |
| Malou Prytz                      | Ballerina           | Thomas G:son, Peter Boström, Jimmy Jansson                                              | 2     | Utslagen   |
| Felix Sandman                    | Boys with Emotions  | Tony Ferrari, Parker James, Peter Thomas, Philip Bentley, Nicki Adamsson, Felix Sandman | 3     | Till final |
| Méndez feat. Alvaro Estrella     | Vamos Amigos        | Palle Hammarlund, Jimmy Jansson, Jakke Erixson, Leo Mendez                              | 4     | Till final |
| Paul Rey                         | Talking in My Sleep | Paul Rey, Lukas Hällgren, Alexander Standal Pavelich                                    | 2     | Till final |
| Drängarna                        | Piga och dräng      | Anders Wigelius, Robert Norberg, Jimmy Jansson                                          | 4     | Utslagen   |
| Anis Don Demina                  | Vem e som oss       | Anderz Wrethov, Johanna Elkesdotter Wrethov, Anis Don Demina, Robin Svensk              | 1     | Till final |
| Frida Öhrn                       | We Are One          | Frida Öhrn, Hampus Eurenius, Nicklas Eklund                                             | 3     | Utslagen   |
| Ellen Benediktson & Simon Peyron | Surface             | Paul Rey, Laurell Barker, Anderz Wrethov, Sebastian von Koenigsegg, Ellen Benediktson   | 1     | Utslagen   |

### Dueller
|  | Dueller    | Dueller                                  | Dueller                                   |            |                                           | Till final                       | Till final | Till final |  |
|  |            |                                          |                                           |            |                                           |                                  |            |            |  |
|  |            |                                          |                                           |            |                                           |                                  |            |            |  |
|  | Deltävl. 3 | Vem e som oss Anis Don Demina            | 937 009 (7)                               |            |                                           |                                  |            |            |  |
|  | Deltävl. 3 | Vem e som oss Anis Don Demina            | 937 009 (7)                               |            |                                           |                                  |            |            |  |
|  | Deltävl. 4 | Surface Ellen Benediktson & Simon Peyron | 566 544 (1)                               |            |                                           |                                  |            |            |  |
|  | Deltävl. 4 | Surface Ellen Benediktson & Simon Peyron | 566 544 (1)                               |            | Deltävl. 3                                | Vem e som oss Anis Don Demina    | Till final |            |  |
|  |            |                                          |                                           |            | Deltävl. 3                                | Vem e som oss Anis Don Demina    | Till final |            |  |
|  |            | Deltävl. 2                               | Talking in My Sleep Paul Rey              | Till final |                                           |                                  |            |            |  |
|  | Deltävl. 1 | Deltävl. 2                               | Talking in My Sleep Paul Rey              | Till final | Ballerina Malou Prytz                     | 833 780 (3)                      |            |            |  |
|  | Deltävl. 1 |                                          |                                           |            | Ballerina Malou Prytz                     | 833 780 (3)                      |            |            |  |
|  | Deltävl. 2 | Talking in My Sleep Paul Rey             | 810 439 (5)                               |            |                                           |                                  |            |            |  |
|  | Deltävl. 2 | Talking in My Sleep Paul Rey             | 810 439 (5)                               |            |                                           |                                  |            |            |  |
|  |            |                                          |                                           |            |                                           |                                  |            |            |  |
|  |            |                                          |                                           |            |                                           |                                  |            |            |  |
|  | Deltävl. 1 | Boys with Emotions Felix Sandman         | 793 582 (4)                               |            |                                           |                                  |            |            |  |
|  | Deltävl. 1 | Boys with Emotions Felix Sandman         | 793 582 (4)                               |            |                                           |                                  |            |            |  |
|  | Deltävl. 4 | We Are One Frida Öhrn                    | 550 632 (4)                               |            |                                           |                                  |            |            |  |
|  | Deltävl. 4 | We Are One Frida Öhrn                    | 550 632 (4)                               |            | Deltävl. 1                                | Boys with Emotions Felix Sandman | Till final |            |  |
|  |            |                                          |                                           |            | Deltävl. 1                                | Boys with Emotions Felix Sandman | Till final |            |  |
|  |            | Deltävl. 2                               | Vamos Amigos Méndez feat. Alvaro Estrella | Till final |                                           |                                  |            |            |  |
|  | Deltävl. 2 | Deltävl. 2                               | Vamos Amigos Méndez feat. Alvaro Estrella | Till final | Vamos Amigos Méndez feat. Alvaro Estrella | 805 286 (4)                      |            |            |  |
|  | Deltävl. 2 |                                          |                                           |            | Vamos Amigos Méndez feat. Alvaro Estrella | 805 286 (4)                      |            |            |  |
|  | Deltävl. 3 | Piga och dräng Drängarna                 | 685 762 (4)                               |            |                                           |                                  |            |            |  |

- Telefon- och applikationsröster: 5 983 034 röster[8]
- Till Radiohjälpen: 349 729 kronor[18]
- TV-tittare: 2 669 000 tittare
- Sammanlagt antal röstande: 436 065 enheter[18]

## Finalen: Solna

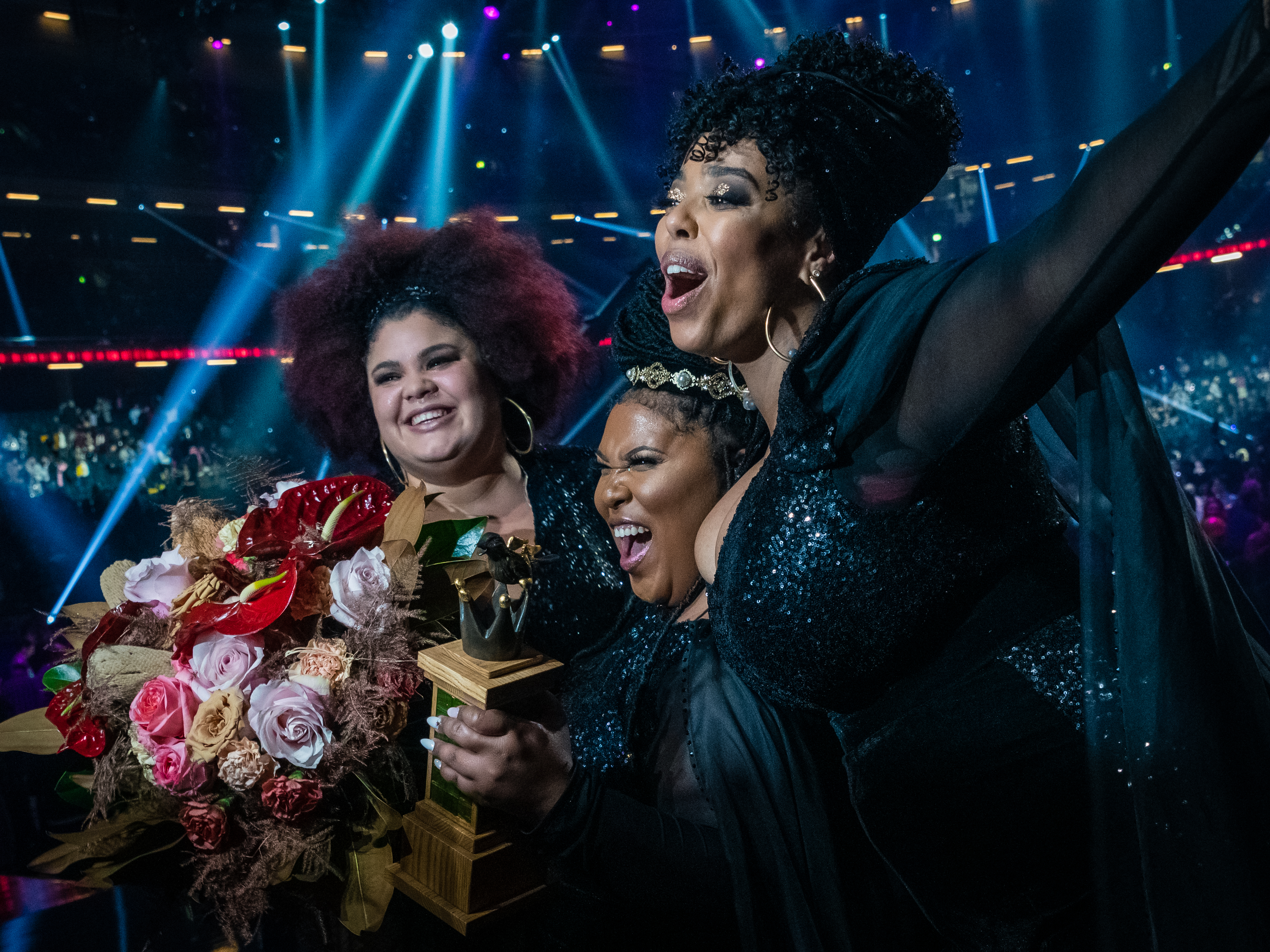
The Mamas tar emot priset i Melodifestivalen 2020

Finalen sändes från Friends Arena i Solna den 7 mars 2020.

### Startlista
Bidragen listas nedan i startordning.
| Nr | Artist                       | Bidrag              | Text (t) & Musik (m)                                                                    | Deltävl. |
| -- | ---------------------------- | ------------------- | --------------------------------------------------------------------------------------- | -------- |
| 1  | Victor Crone                 | Troubled Waters     | Dino Medanhodzic, Benjamin Jennebo, Victor Crone                                        | 4        |
| 2  | Paul Rey                     | Talking in My Sleep | Paul Rey, Lukas Hällgren, Alexander Standal Pavelich                                    | 2+AC     |
| 3  | The Mamas                    | Move                | Melanie Wehbe, Patrik Jean, Herman Gardarfve                                            | 1        |
| 4  | Mohombi                      | Winners             | Jimmy Jansson, Mohombi Moupondo, Palle Hammarlund                                       | 3        |
| 5  | Hanna Ferm                   | Brave               | David Kjellstrand, Jimmy Jansson, Laurell Barker                                        | 4        |
| 6  | Méndez feat. Alvaro Estrella | Vamos Amigos        | Palle Hammarlund, Jimmy Jansson, Jakke Erixson, Leo Mendez                              | 2+AC     |
| 7  | Dotter                       | Bulletproof         | Dino Medanhodzic, Johanna Jansson, Erik Dahlqvist                                       | 2        |
| 8  | Robin Bengtsson              | Take a Chance       | Jimmy Jansson, Karl-Frederik Reichhardt, Marcus Winther-John                            | 1        |
| 9  | Mariette                     | Shout It Out        | Thomas G:son, Cassandra Ströberg, Alex Shield, Mariette Hansson                         | 3        |
| 10 | Felix Sandman                | Boys with Emotions  | Tony Ferrari, Parker James, Peter Thomas, Philip Bentley, Nicki Adamsson, Felix Sandman | 1+AC     |
| 11 | Anna Bergendahl              | Kingdom Come        | Bobby Ljunggren, Thomas G:son, Erik Bernholm, Anna Bergendahl                           | 2        |
| 12 | Anis Don Demina              | Vem e som oss       | Anderz Wrethov, Johanna Elkesdotter Wrethov, Anis Don Demina, Robin Svensk              | 3+AC     |

### Poäng och placeringar
Dotter och The Mamas fick lika många poäng av de internationella jurygrupperna. Eftersom tävlingens regler säger att två bidrag inte kan dela på en och samma placering gick man i första hand på antalet länder som de båda bidragen tilldelats poäng av, därefter antalet tolvor och slutligen antalet tior. Eftersom Dotter fick två tiopoängare mot en för The Mamas listas Dotter officiellt som vinnaren i juryomröstningen.
| Nr | Bidrag              | ISR | AUT | ARM | AUS | MAL | ISL | FRA | NED | Jury- poäng | Tittarröster | 3-9 | 10-15 | 16-29 | 30-44 | 45-59 | 60-74 | 75+ | Telefon | Andel poäng | Tittar- poäng | Totalt | Plac. |
| -- | ------------------- | --- | --- | --- | --- | --- | --- | --- | --- | ----------- | ------------ | --- | ----- | ----- | ----- | ----- | ----- | --- | ------- | ----------- | ------------- | ------ | ----- |
| 1  | Troubled Waters     | 1   | 4   | 5   | 1   | 1   | 2   | 5   | -   | 19          | 1 058 691    | 7   | 5     | 4     | 4     | 6     | 5     | 4   | 3       | 8,2%        | 38            | 57     | 9     |
| 2  | Talking in My Sleep | 6   | -   | 7   | 4   | 4   | -   | 10  | 4   | 35          | 1 086 230    | 4   | 7     | 7     | 5     | 2     | 3     | 3   | 2       | 7,1%        | 33            | 68     | 6     |
| 3  | Move                | 4   | 6   | 12  | 10  | 12  | 8   | 6   | 7   | 65          | 1 610 446    | 5   | 12    | 12    | 10    | 10    | 7     | 8   | 8       | 15,5%       | 72            | 137    | 1     |
| 4  | Winners             | 5   | 5   | -   | 3   | -   | 4   | 3   | -   | 20          | 787 224      | 3   | 2     | -     | 1     | -     | -     | -   | -       | 1,3%        | 6             | 26     | 12    |
| 5  | Brave               | 7   | -   | 3   | 2   | 7   | 3   | 2   | 1   | 25          | 1 335 870    | 12  | 10    | 6     | 7     | 7     | 10    | 10  | 7       | 14,9%       | 69            | 94     | 4     |
| 6  | Vamos Amigos        | -   | 1   | 2   | 7   | 3   | 1   | -   | 5   | 19          | 882 046      | 10  | 4     | 2     | 3     | 1     | 1     | -   | -       | 4,5%        | 21            | 40     | 11    |
| 7  | Bulletproof         | 10  | 2   | 6   | 12  | 10  | 12  | 7   | 6   | 65          | 1 489 636    | 8   | 8     | 10    | 12    | 8     | 8     | 7   | 10      | 15,3%       | 71            | 136    | 2     |
| 8  | Take a Chance       | 3   | 8   | 10  | -   | 6   | 5   | 1   | 2   | 35          | 891 620      | 2   | 3     | 1     | 2     | 5     | 6     | 5   | 4       | 6%          | 28            | 63     | 8     |
| 9  | Shout It Out        | -   | 10  | 1   | -   | 5   | 6   | 12  | 8   | 42          | 719 420      | -   | -     | -     | -     | 3     | 4     | 1   | 1       | 1,9%        | 9             | 51     | 10    |
| 10 | Boys with Emotions  | 8   | 7   | 8   | 8   | 2   | -   | 8   | 12  | 53          | 827 809      | 1   | 1     | 3     | -     | -     | 2     | 2   | 5       | 3%          | 14            | 67     | 7     |
| 11 | Kingdom Come        | 12  | 3   | 4   | 6   | 8   | 10  | -   | 3   | 46          | 1 244 146    | -   | -     | 5     | 8     | 12    | 12    | 12  | 12      | 13,2%       | 61            | 107    | 3     |
| 12 | Vem e som oss       | 2   | 12  | -   | 5   | -   | 7   | 4   | 10  | 40          | 1 168 875    | 6   | 6     | 8     | 6     | 4     | -     | 6   | 6       | 9,1%        | 42            | 82     | 5     |

- Telefon- SMS och applikationsröster: 13 102 013 röster[8]
- Till Radiohjälpen: 2 024 736 kronor
- TV-tittare: 3 296 000 tittare
- Sammanlagt antal röstande: 844 982 personer (rekord)[19]

## Röstningsstatistik
- Totalt insamlat till Radiohjälpen: 4 047 870 kronor[19]
- Totalt antal röster: 43 913 790 röster[8]

## Hänsynstaganden till Coronaviruset
Arrangören Sveriges Television (SVT) publicerade på sin officiella hemsida en artikel med frågor och svar kring Coronavirusutbrottet och Melodifestivalen. Den tredje mars, fyra dagar innan finalen hölls på Friends Arena, rapporterade Sveriges Radio (SR) över 200 fall i Sverige.
Frågorna och svaren betraktade säkerhetsåtgärder och antal deltagande. Publiken räknades bli 27000 personer, inklusive personer från andra länder. Denna siffra inkluderade inte publikerna för de två stora genrepen eller personal. SVT angav att de inte skulle införa kontroller av publiken för att förebygga spridning av viruset. Från 12 mars, fem dagar efter finalen, förbjöds allmänna sammankomster med mer än 500 deltagare i Sverige.

## Statistik

### Scenen
- Den totala scenytan är omkring 24 x 15 meter och flankeras av två stora trappor.
- Bakgrunden i den fasta grundscenen är en hängande fondvägg i tyg som mäter 35 x 6 meter. Till skillnad från 2019 är att den stora fondytan på ca 222 kvadratmeter kan ljussättas med rörligt videomaterial av 8 hypermoderna projektorer.
- Scenen har 6 fasta pelare och 6 rörliga, med en mängd olika armaturer och ljuseffekter.  Även trapporna är rörliga och har inbyggda ljuseffekter.

### Ljus och elektronik
- 440 rörliga lampor, 54 fasta strobe-lampor, 4 fjärr-/remotekontrollerade följespots.
- Två ljusoperatörer, 4 följespots-operatörer, 1 LED/video-operatör.
- Total strömförbrukning: 2200 A
- Vikt ljusanläggning: 13,7 ton
- Antal kablar: 1984 st, 322 m aluminiumtross som hängs upp med 89 motorer.

- Under turnén används totalt 10 kameror, under finalen i Stockholm utökas det till 11.
- En teleskopkran, med gyrostabiliserat kamerahuvud, med en maximal längd på 14 meter. Under finalen tillkommer en kran för stora översiktsbilder.
- Två steadicam med länk för trådlös bildöverföring.
- En handkamera med länk för trådlös bildöverföring.
- Två huvudkameror på stativ med storoptik för närbild på avstånd.
- Två kameror på pelarstativ för arbete nära scenen.
- En remotestyrd rälskamera som går längst scenens kamerakant.
- En wirekamera som flyger tvärs igenom arenan.

### Kameror
- Under turnén används totalt 10 kameror, under finalen i Stockholm utökas det till 11 kameror.
- En teleskopkran, med gyrostabiliserat kamerahuvud, med en maximal längd på 14 meter.
- Två steadicams med länk för trådlös bildöverföring.
- En handkamera med länk för trådlös bildöverföring.
- Två huvudkameror på stativ med stor optik för närbilder på avstånd.
- Två kameror på pelarstativ för arbete nära scen.
- En remotestyrd rälskamera som går längs scenens framkant.
- En wirekamera som flyger över publiken tvärs igenom arenan.
- I finalen adderas en kran för stora översiktsbilder över arenan

### Bidragen
- Totalt 79 låtskrivare. Av dem är 21 kvinnor och 58 män.
- 39 av låtskrivarna är debutanter och 40 har haft med minst ett bidrag tidigare.
- 12 bidrag har svensk text.
- Totalt skickades ca 2 545 bidrag in till tävlingen.
- 14 tjejakter, 13 killakter och 1 mixad akt.
- Totalt 36 artister (varav 17 kvinnor och 19 män).
- 13 artister debuterar i Melodifestivalen.
- 23 artister har deltagit i Melodifestivalen tidigare.

## Förändringar
Spelbolag tillåts inte längre sponsra evenemanget.

## Galleri

### Deltävling 1: Linköping

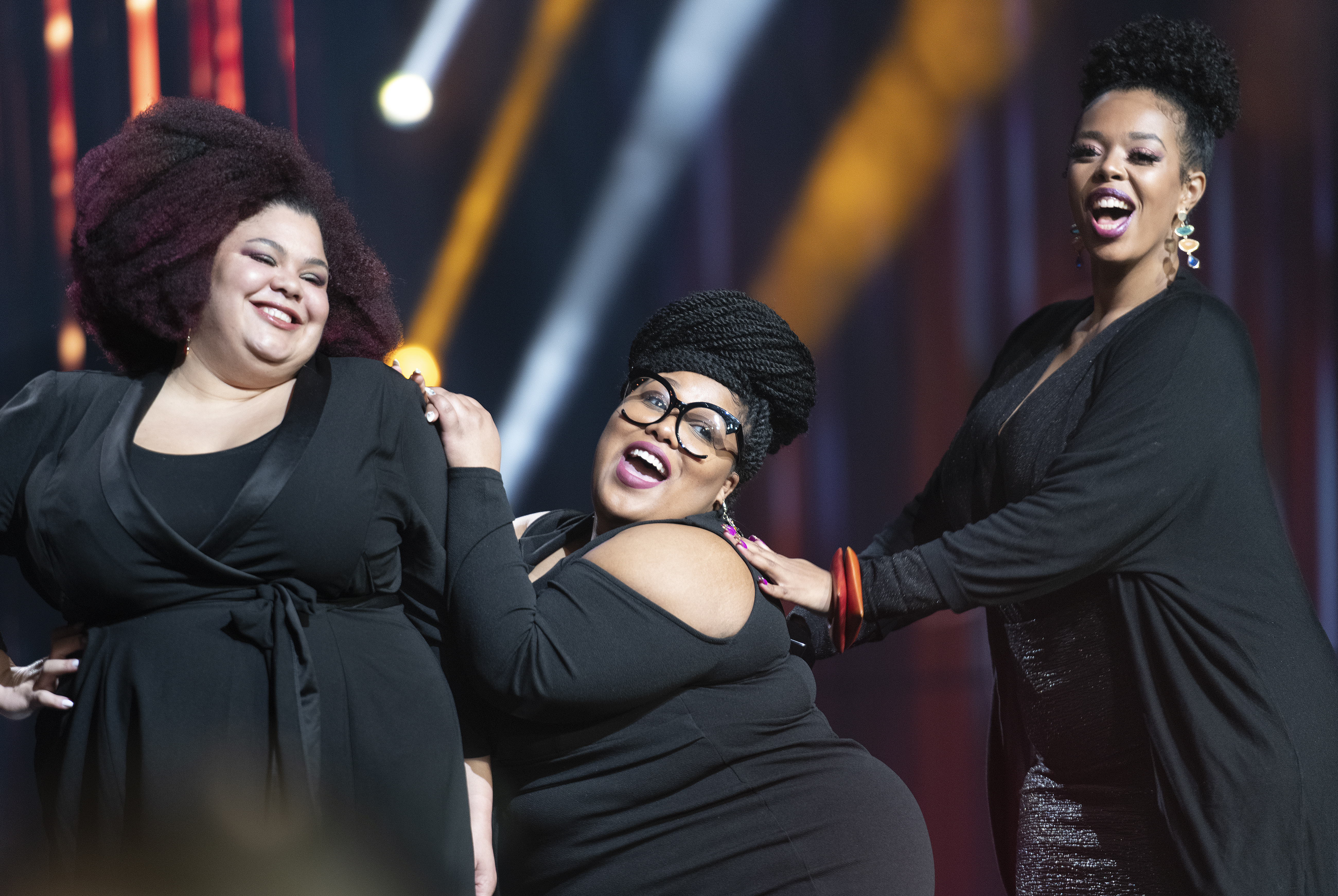
The Mamas
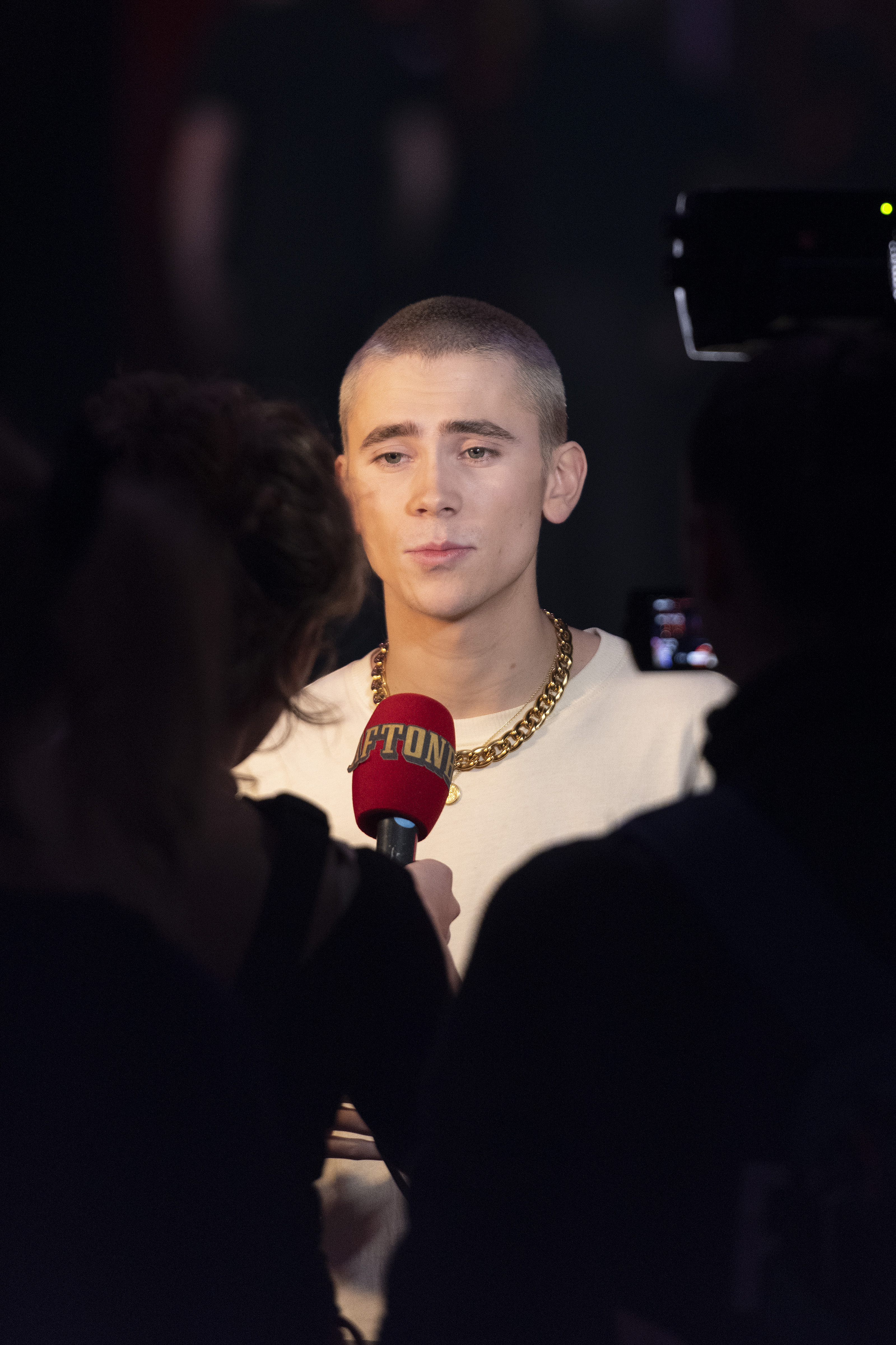
Felix Sandman
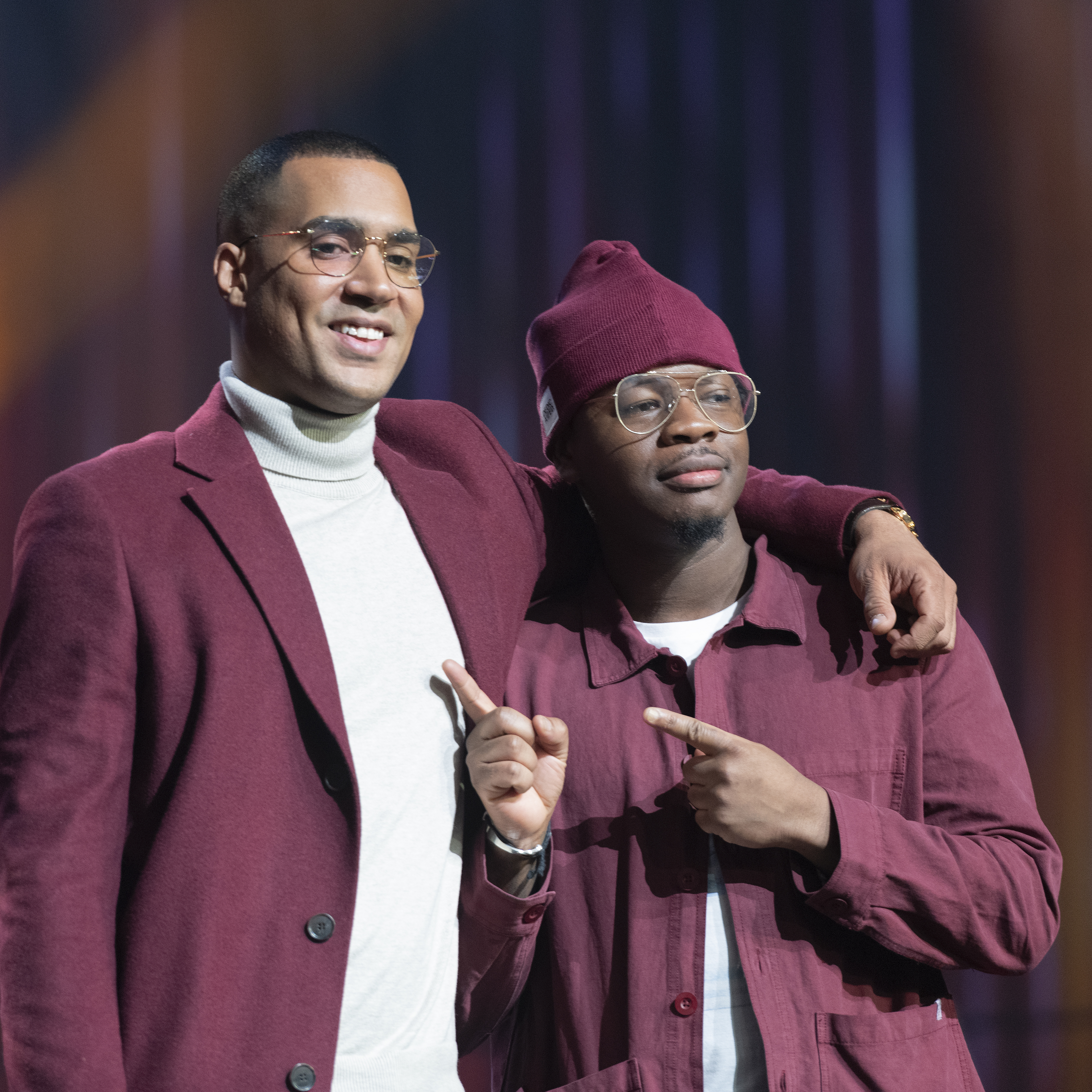
OVÖ (Om vi överlever)
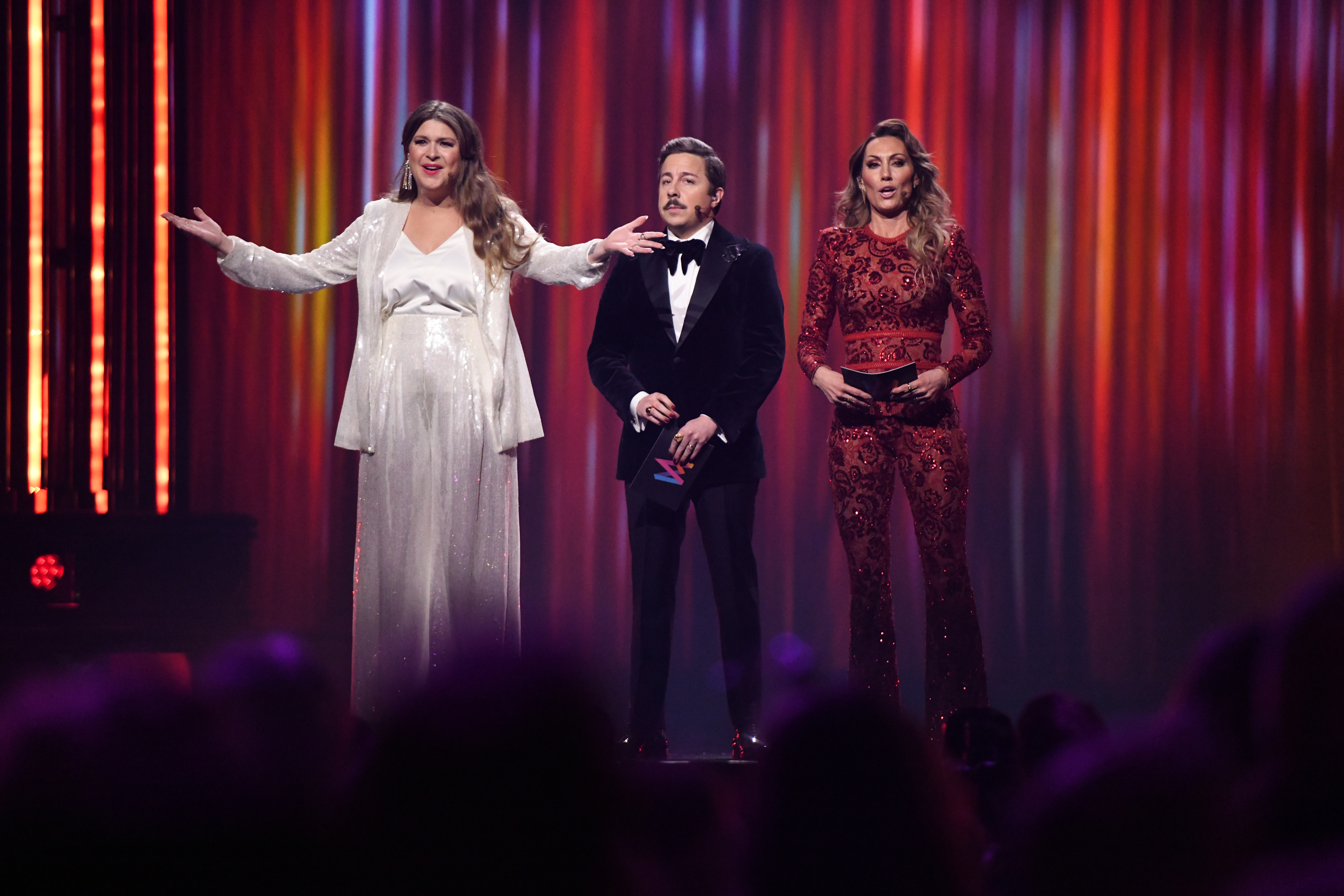
Programledarna Linnea Henriksson, David Sundin och Lina Hedlund
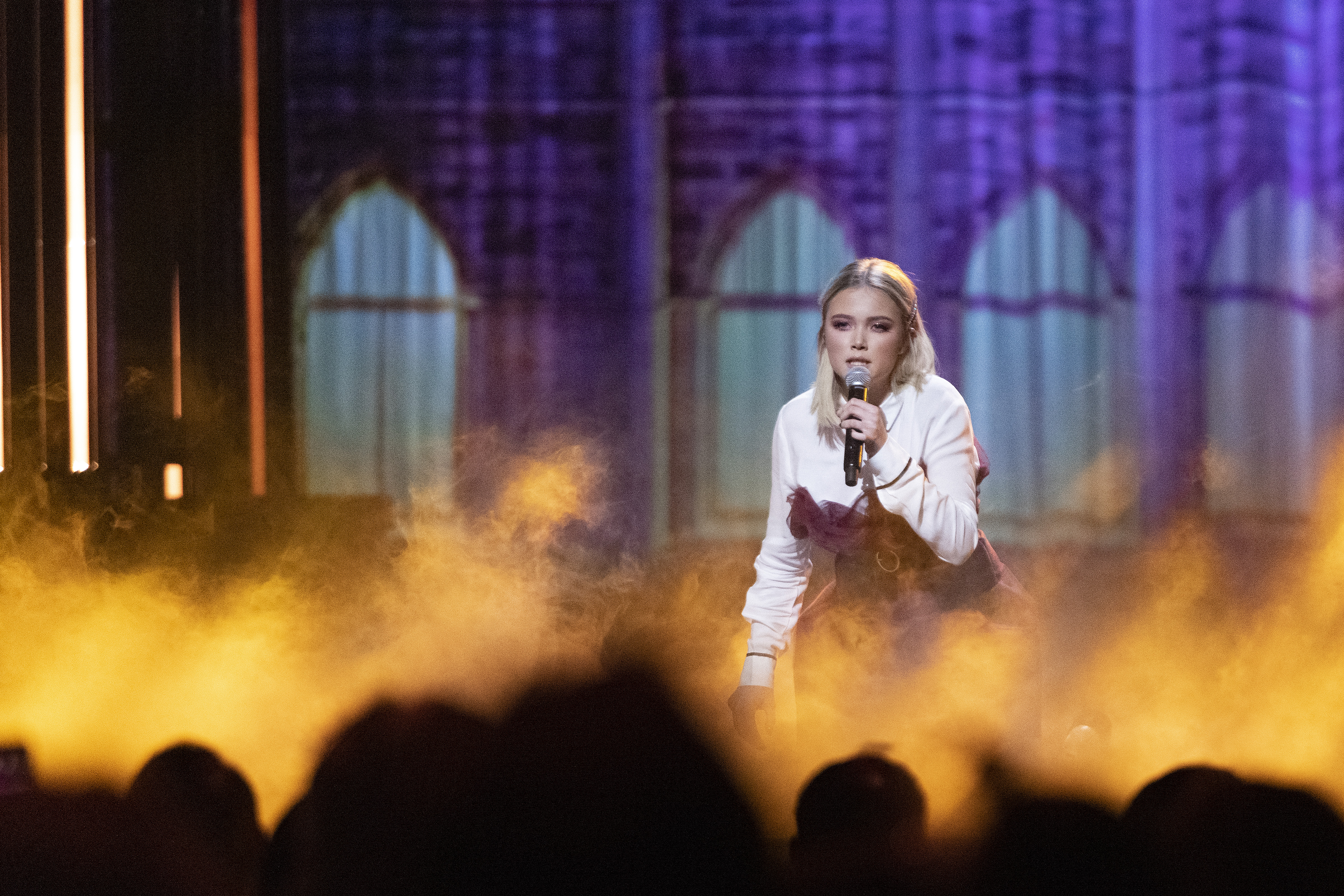
Malou Prytz
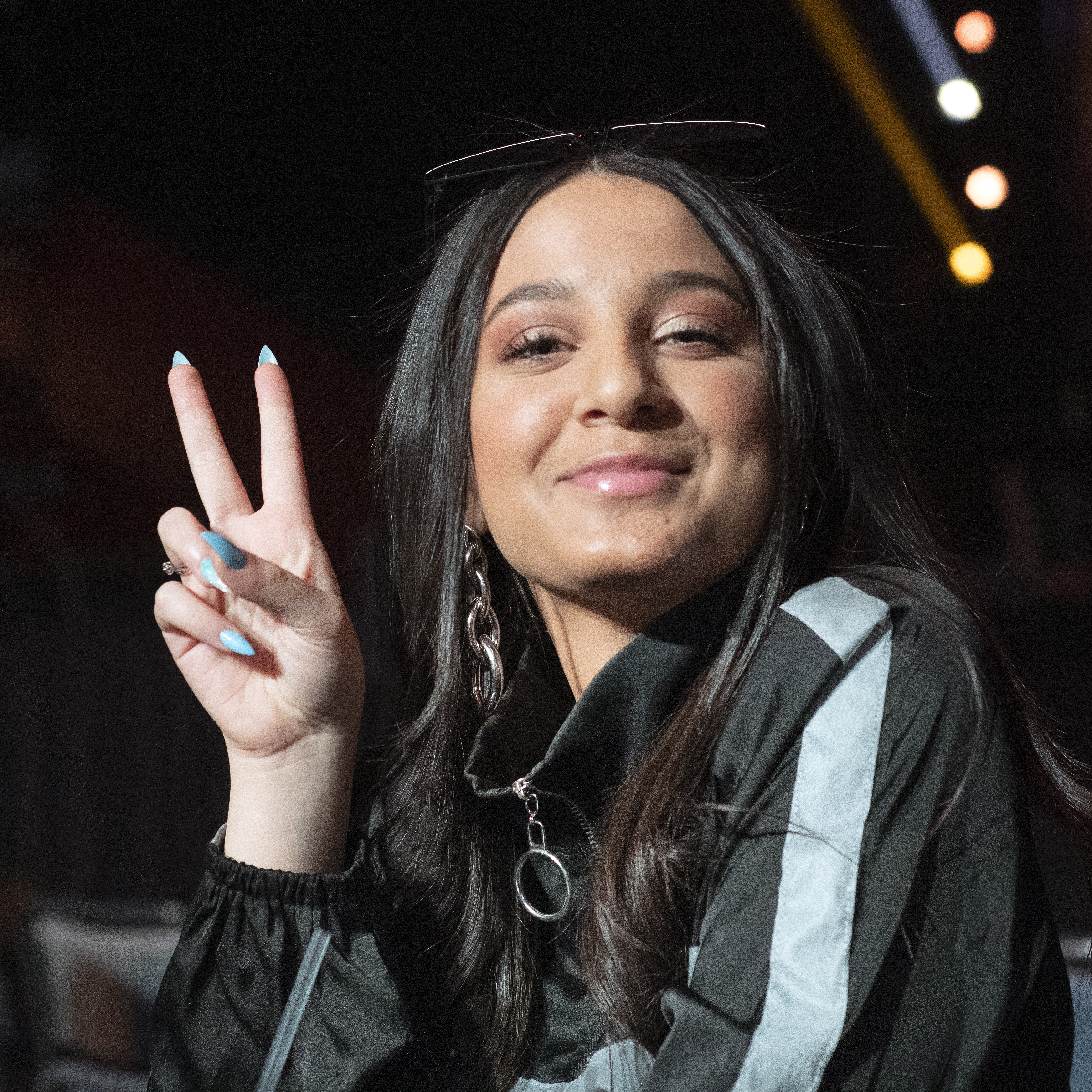
Suzi P
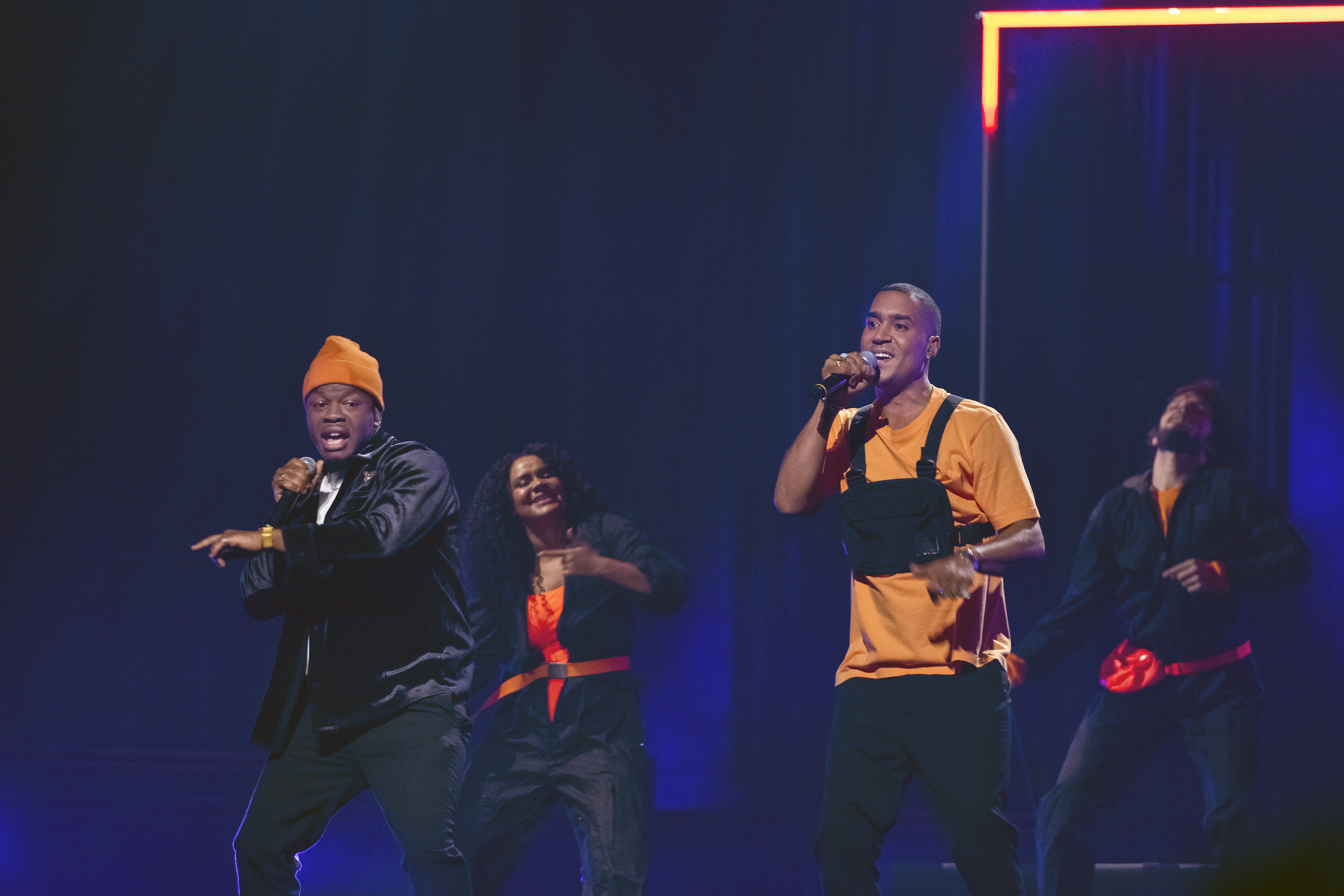
OVÖ
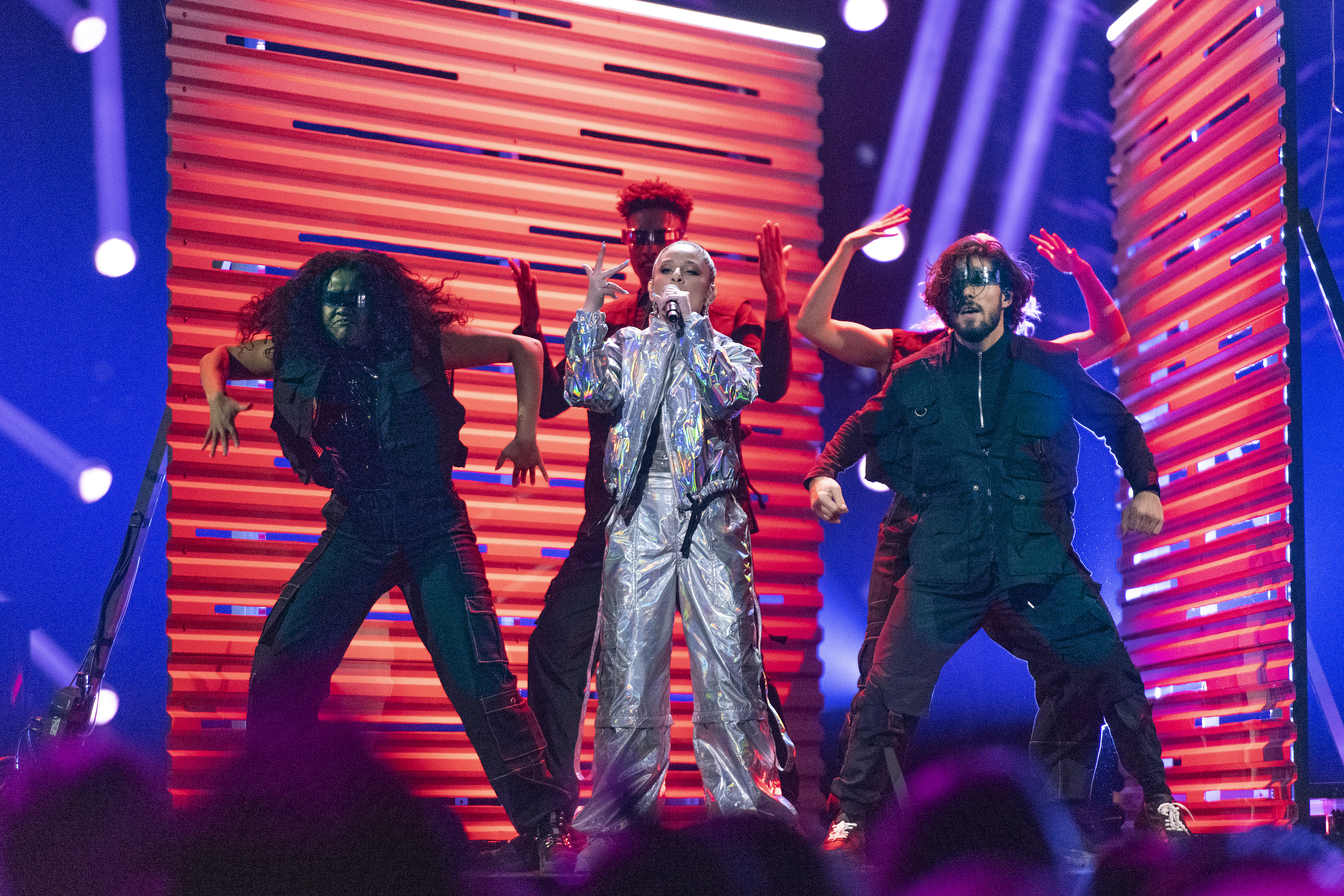
Suzi P
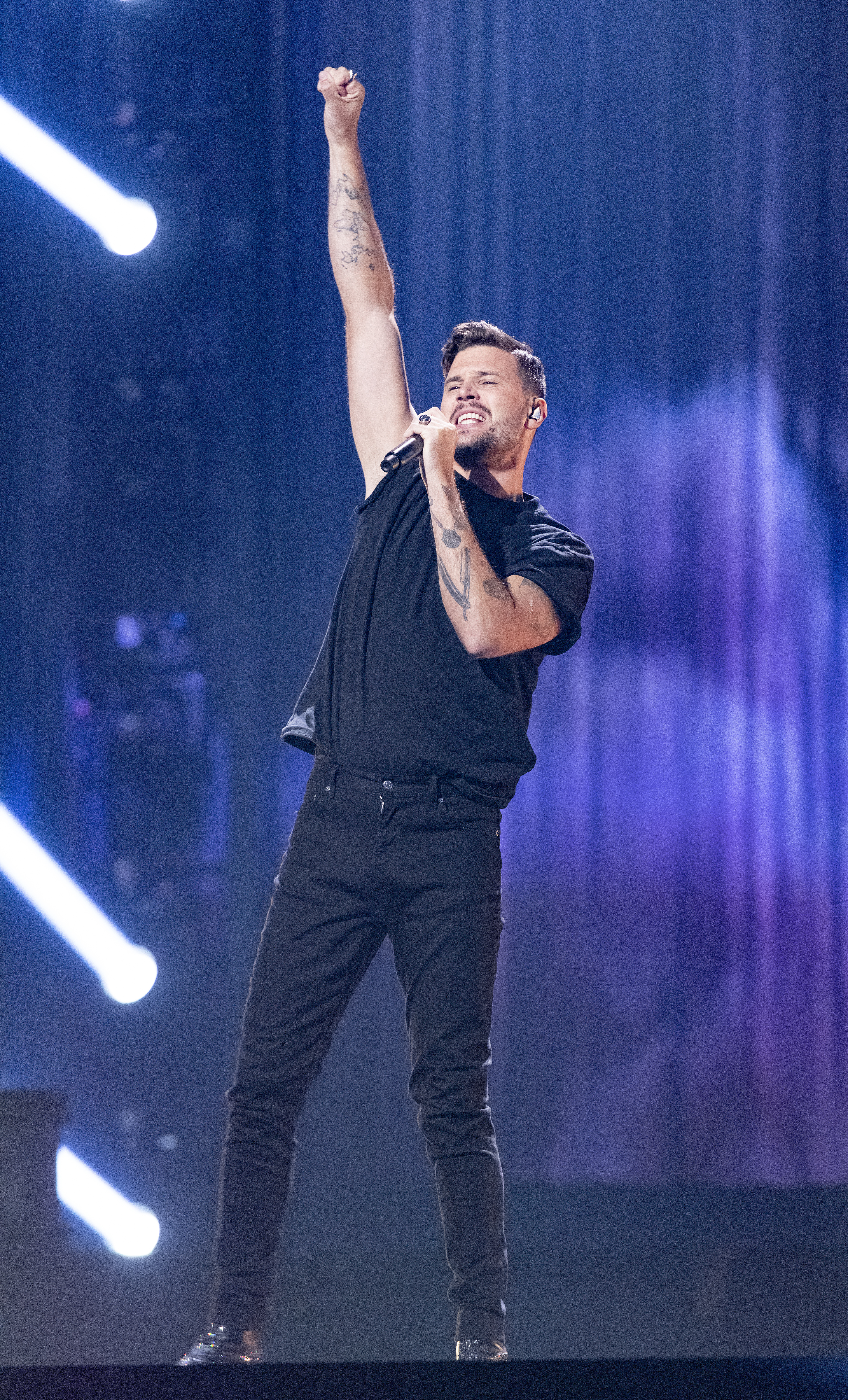
Robin Bengtsson
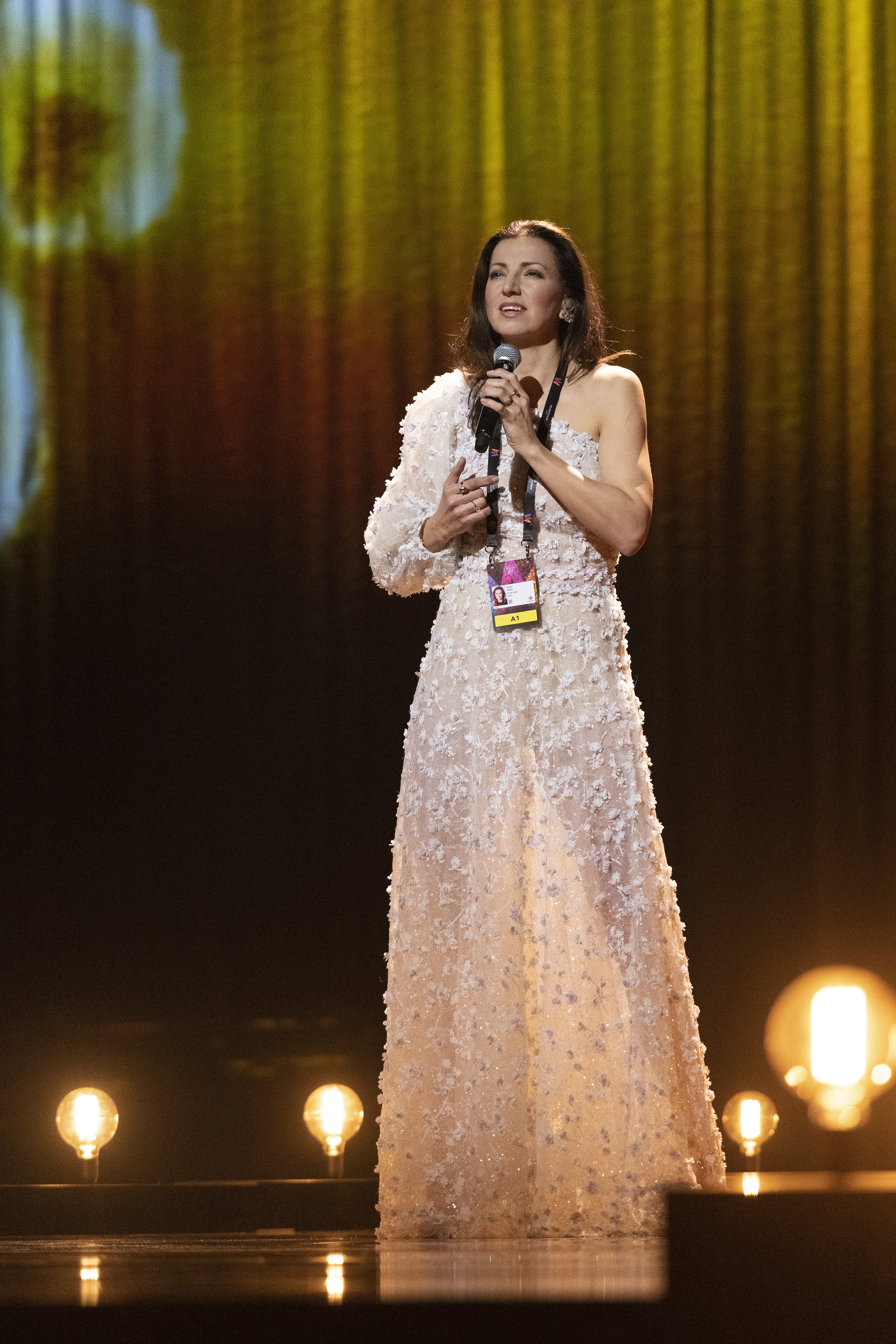
Sonja Aldén

### Deltävling 2: Göteborg

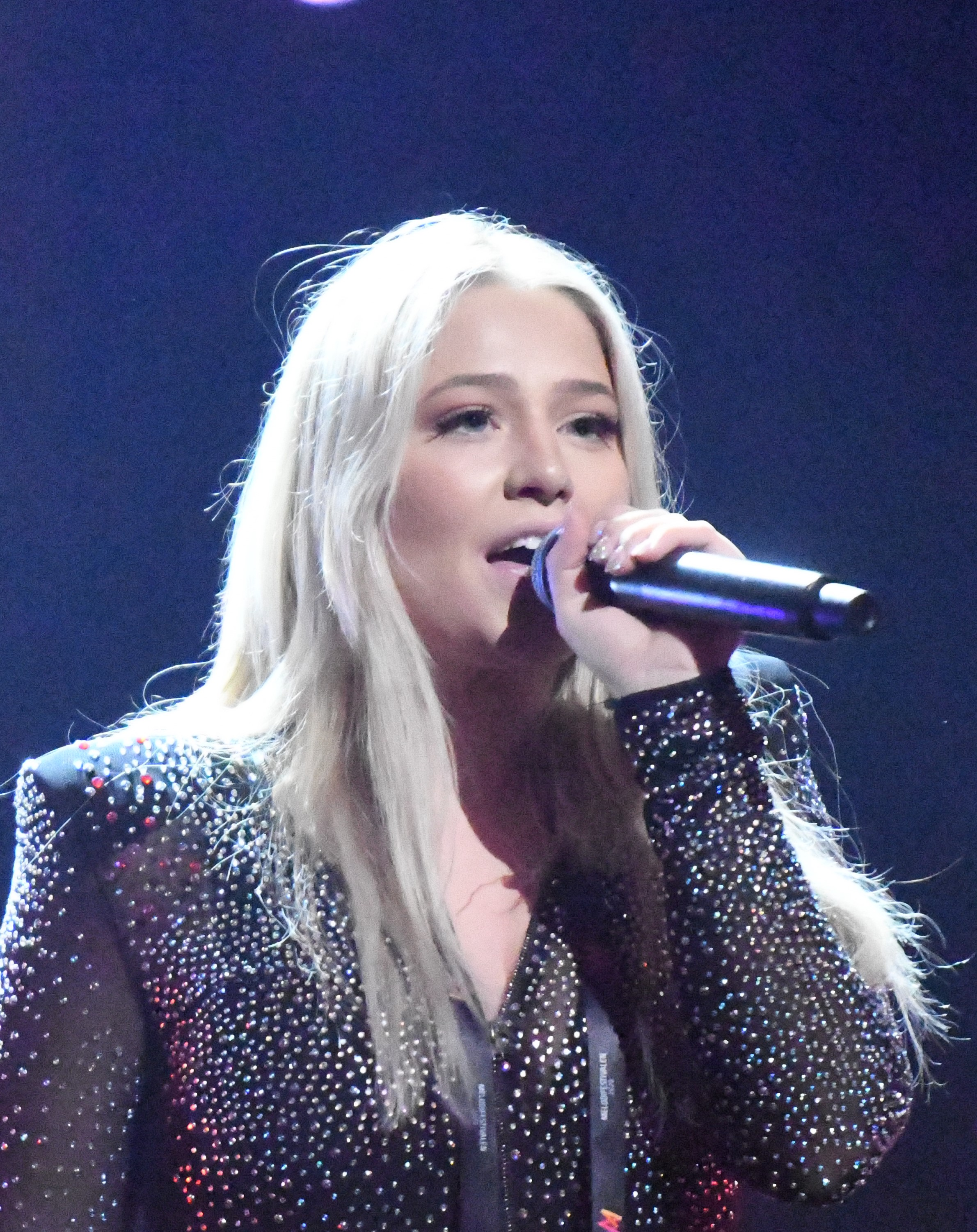
Klara Hammarström
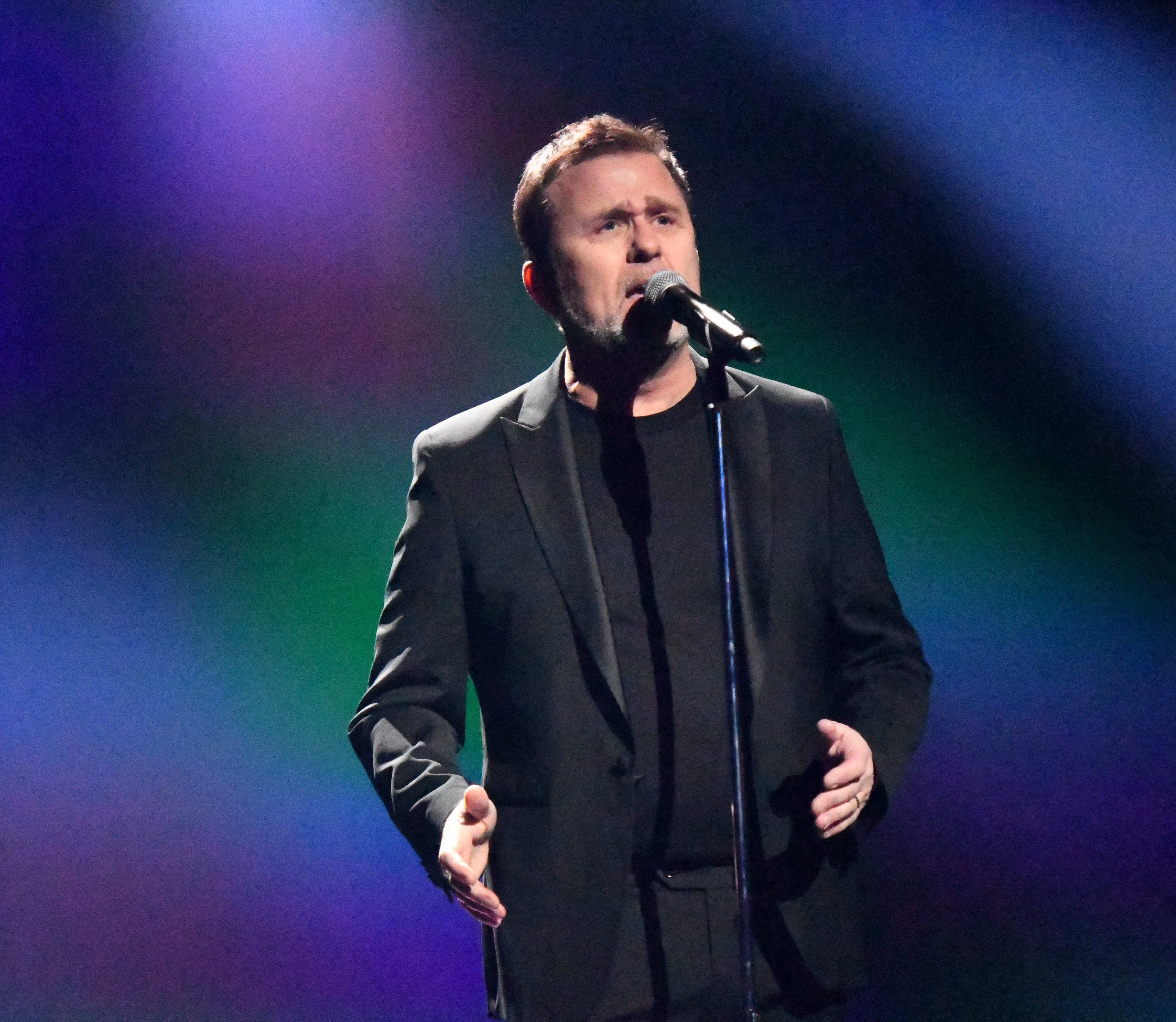
Jan Johansen
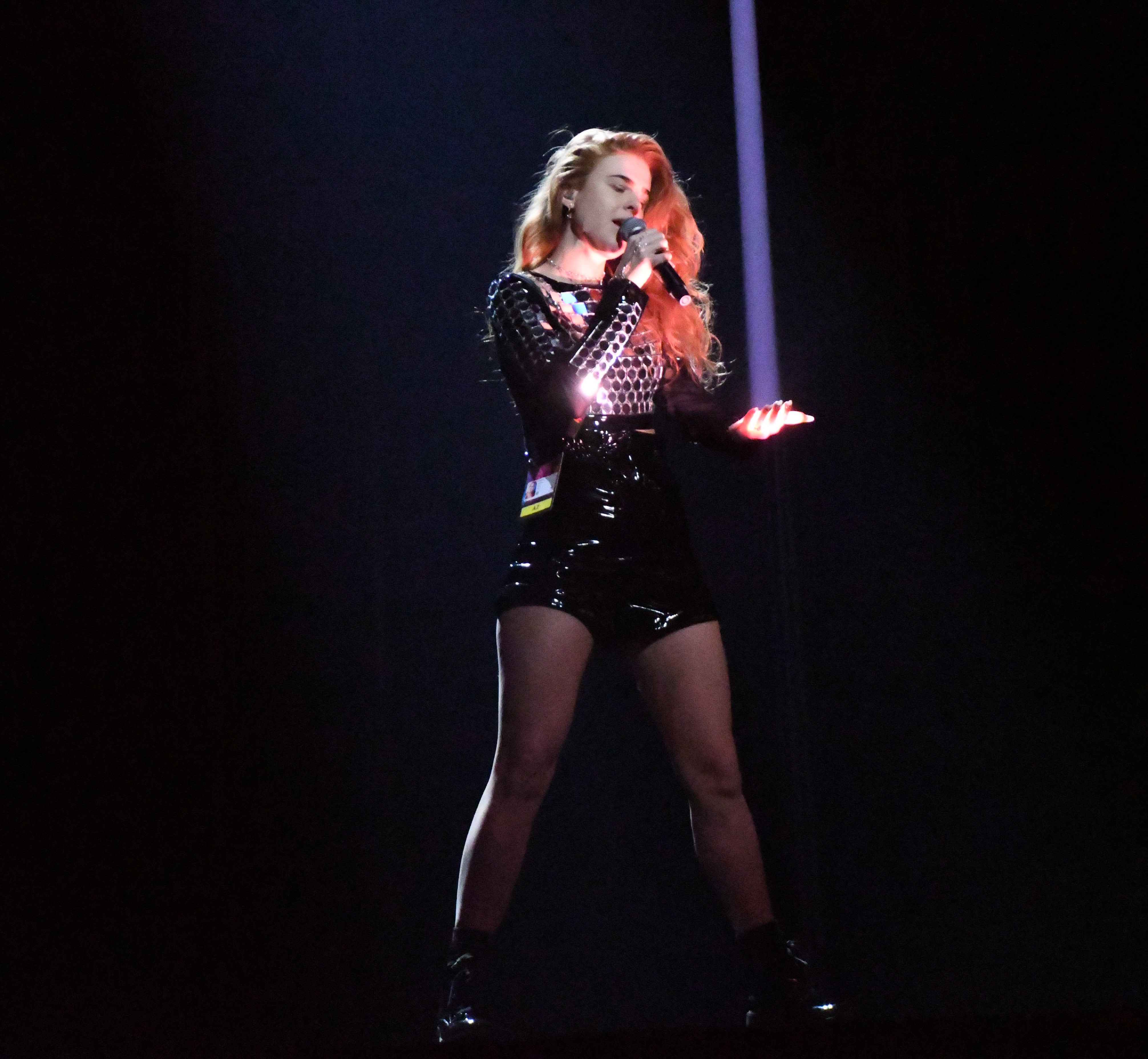
Dotter
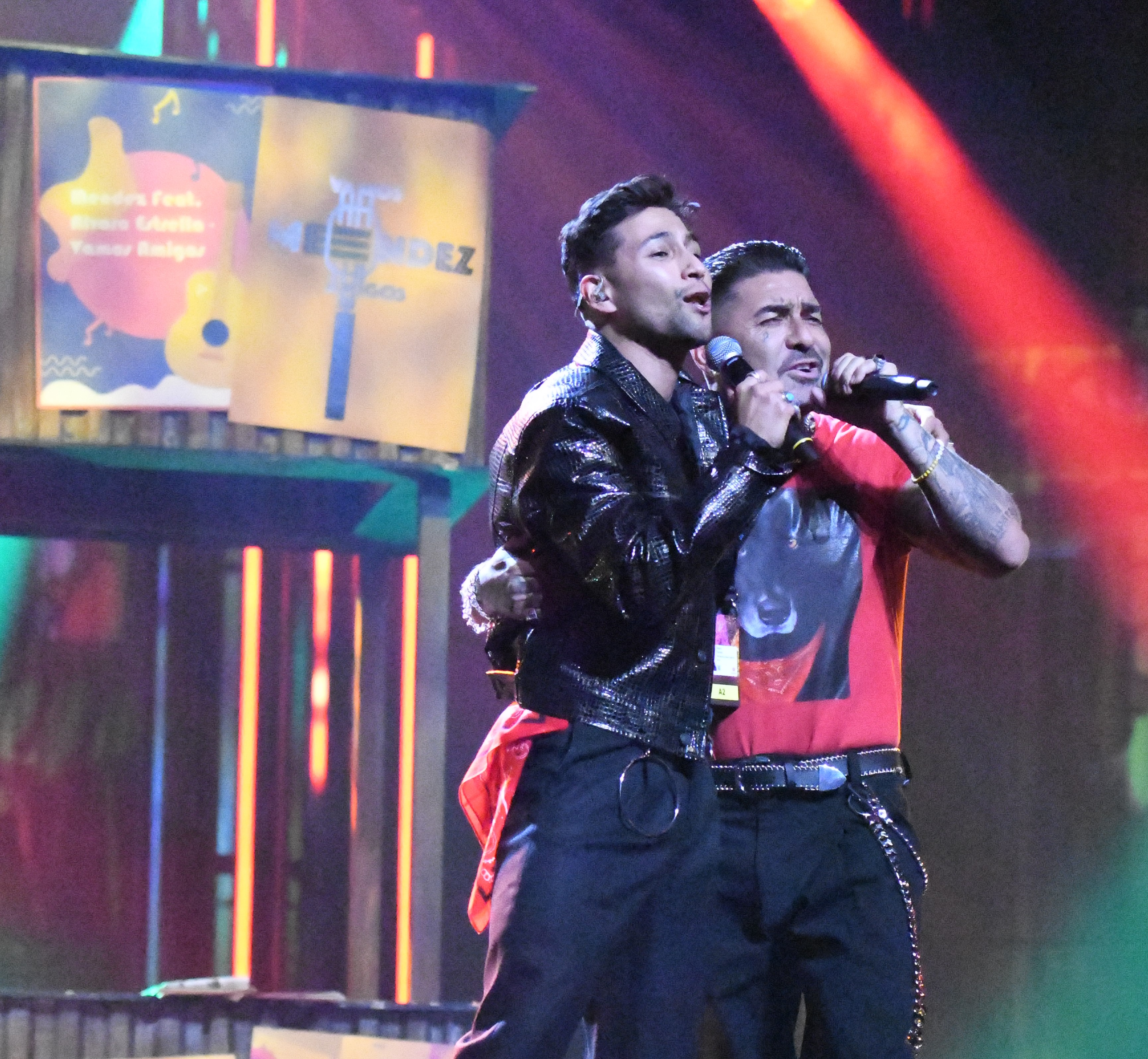
Mendez ft. Alvaro Estrella
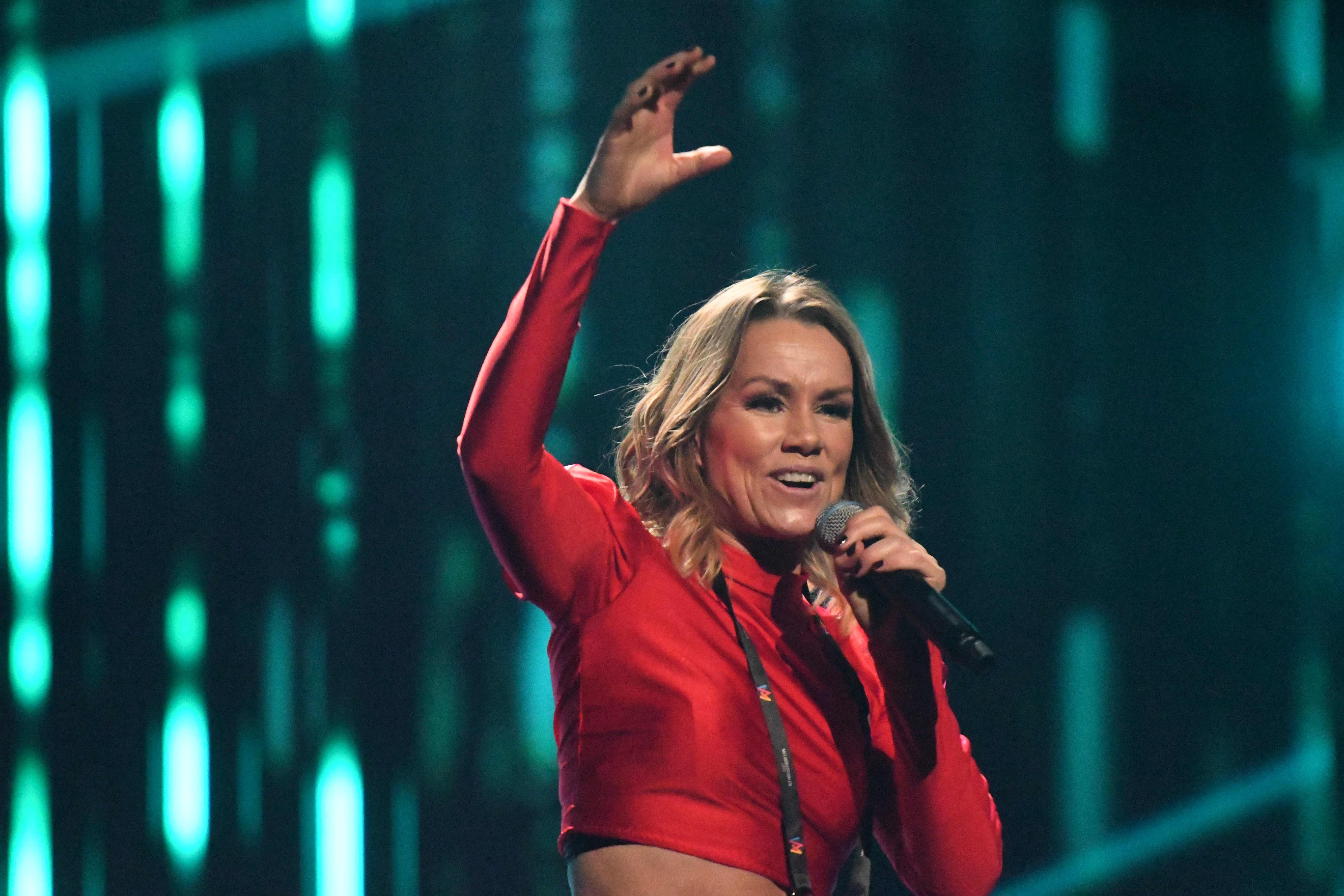
Linda Bengtzing
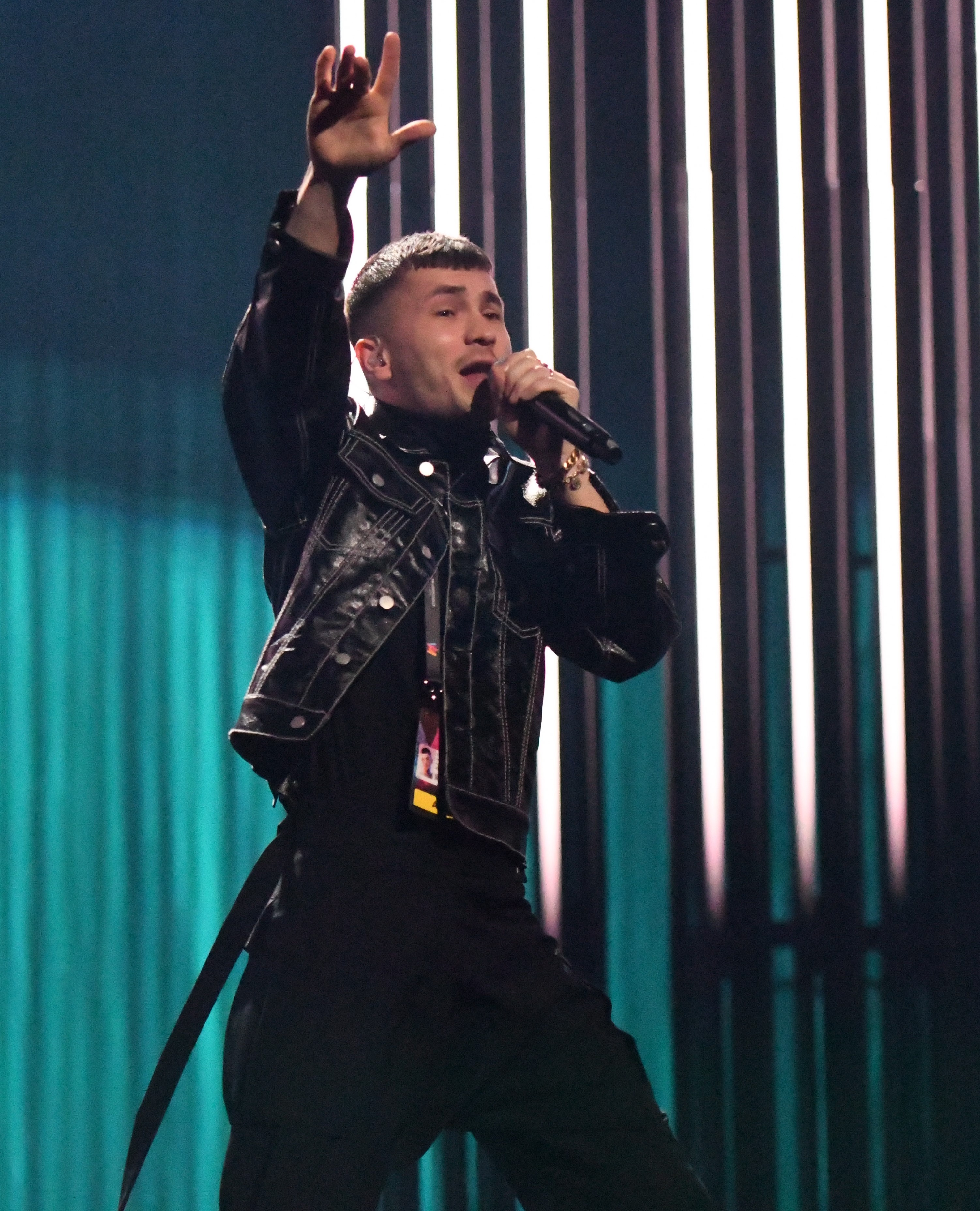
Paul Rey
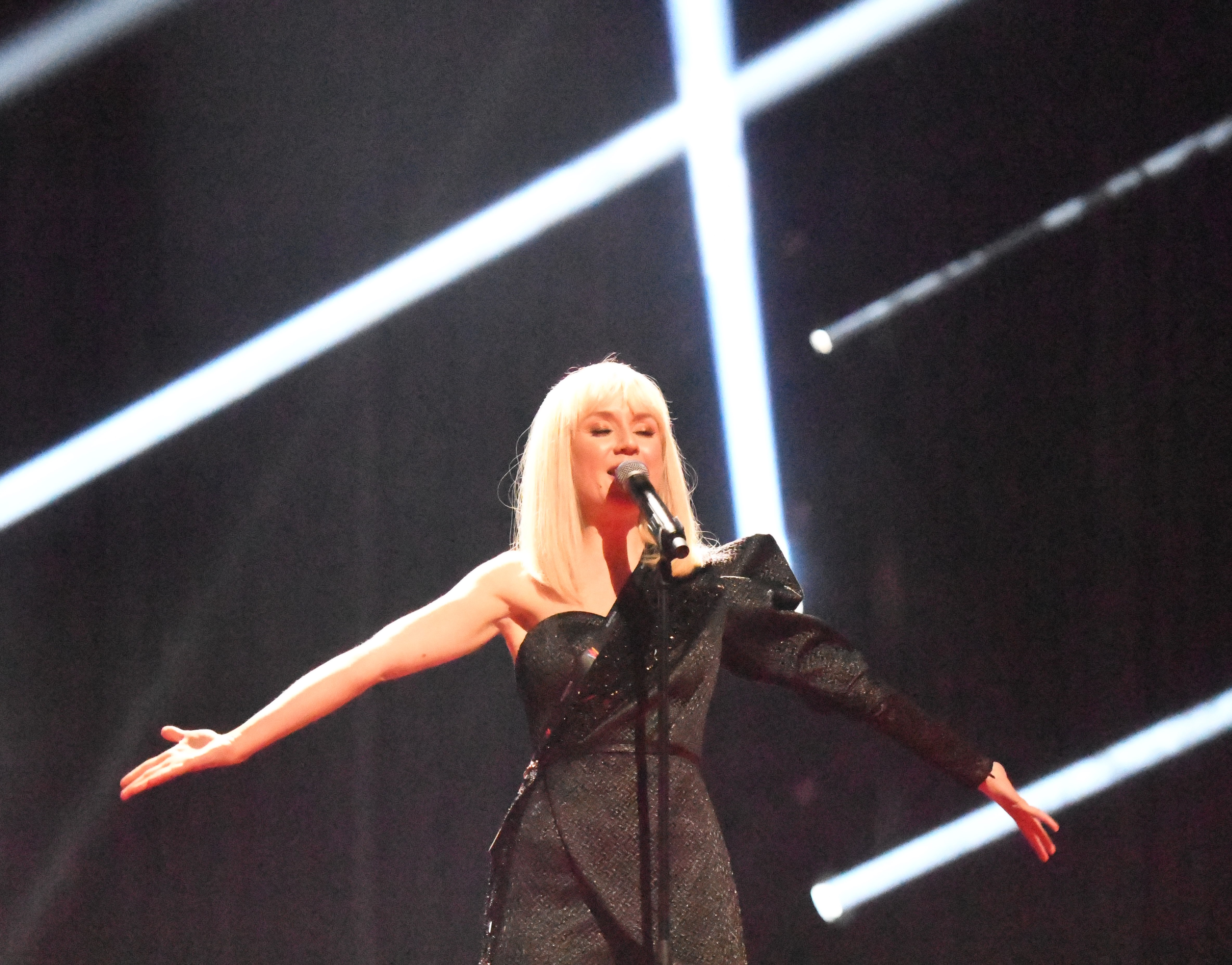
Anna Bergendahl

### Deltävling 4: Malmö

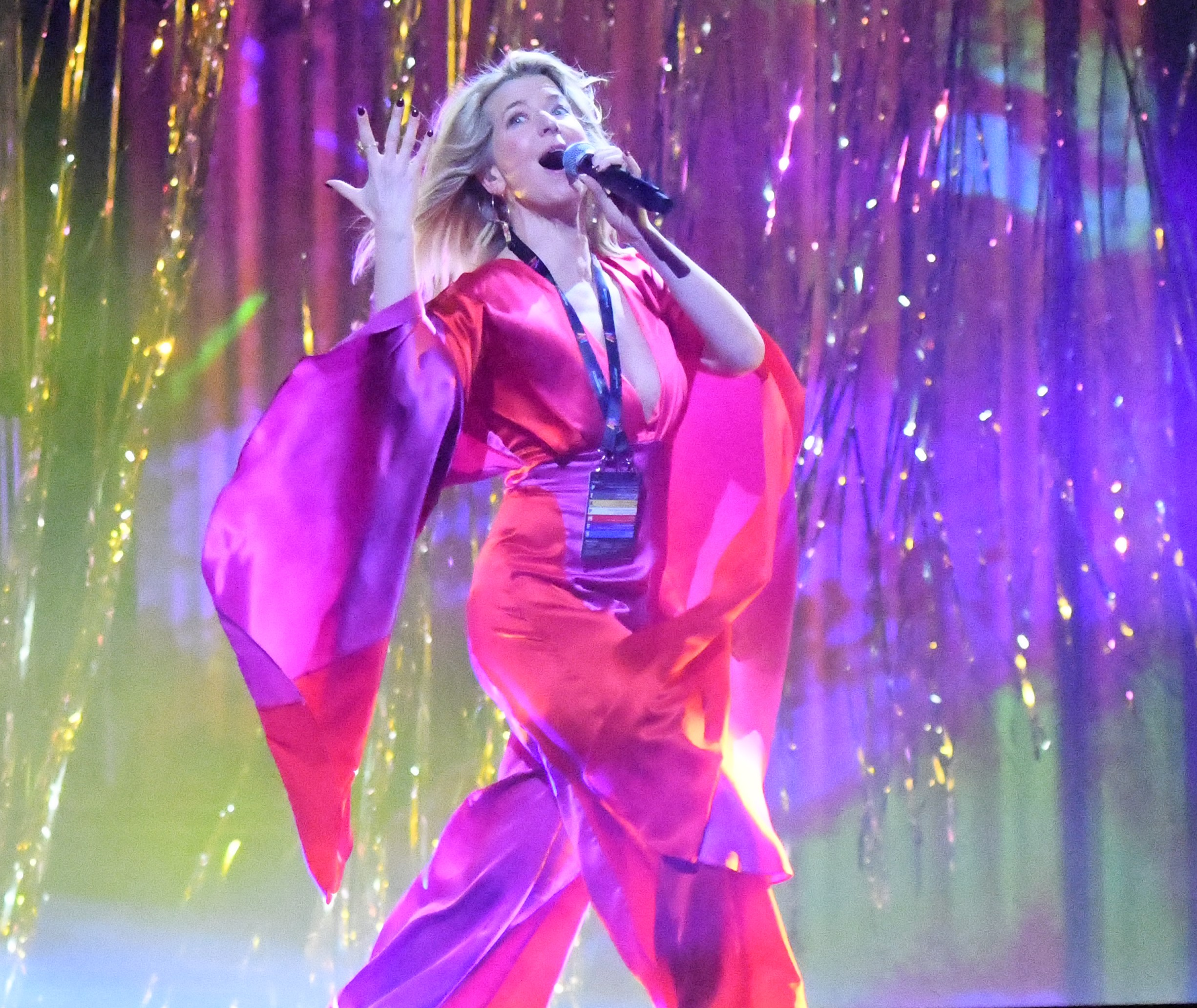
Frida Öhrn
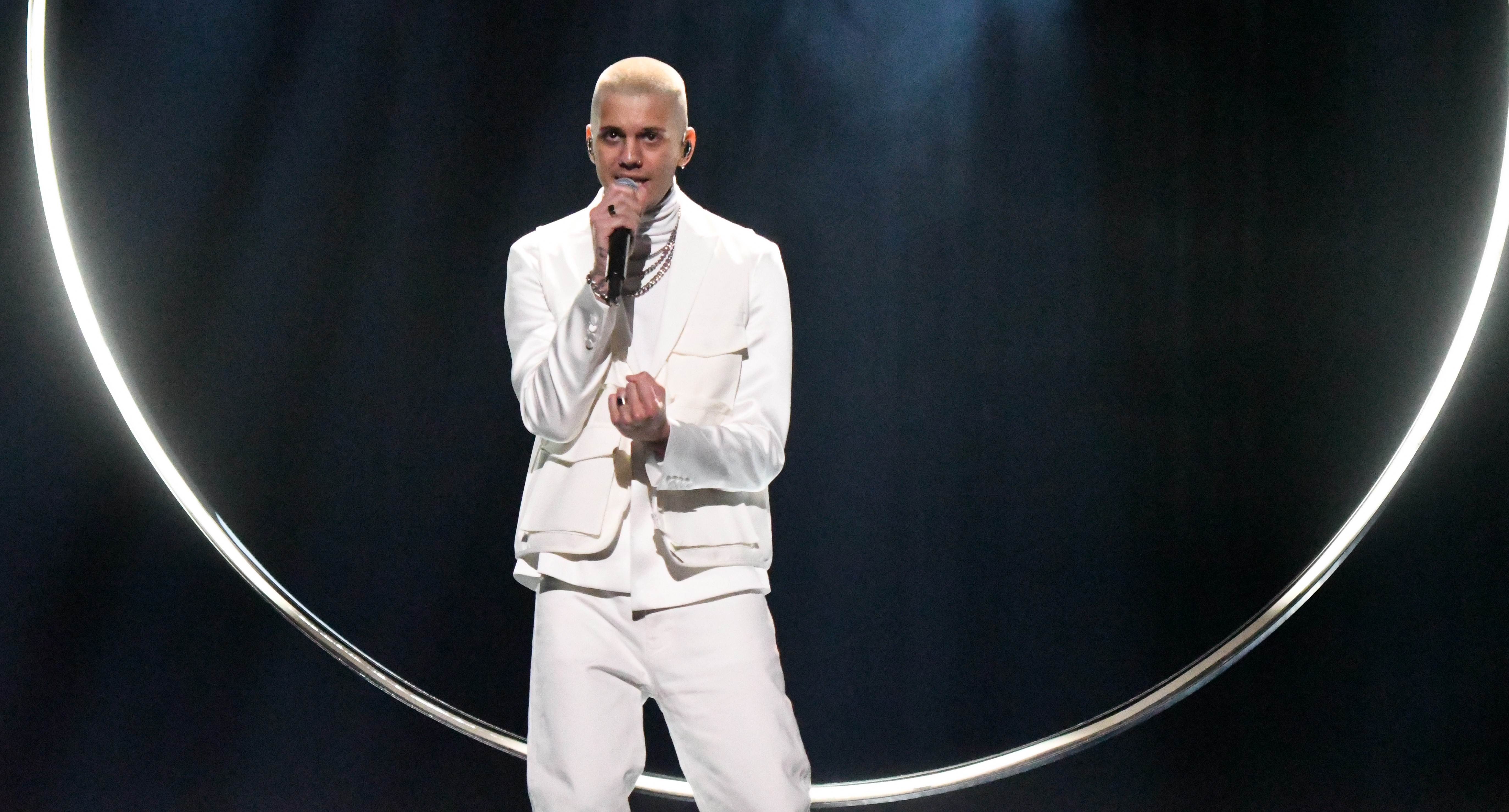
William Stridh
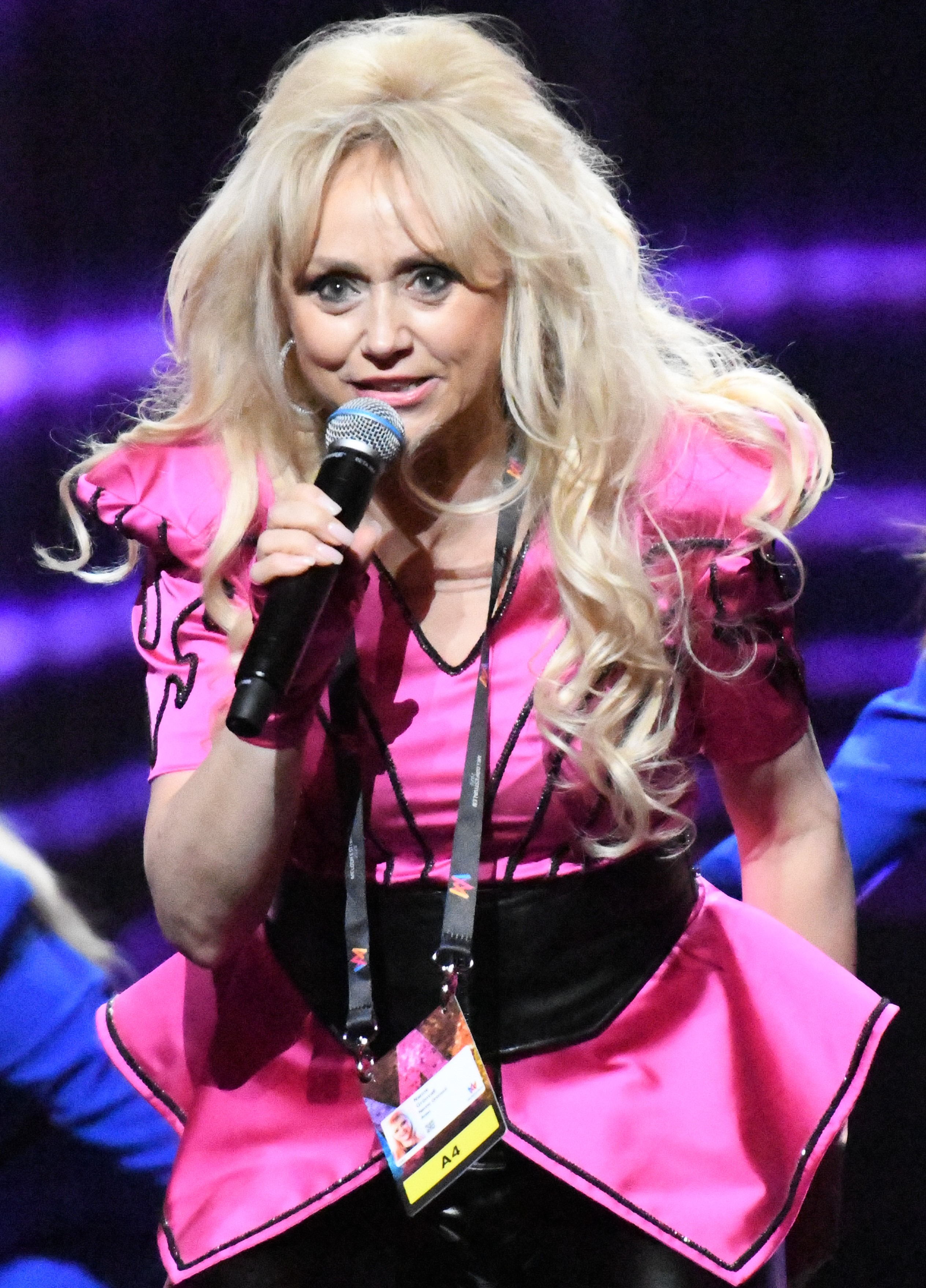
Nanne Grönvall
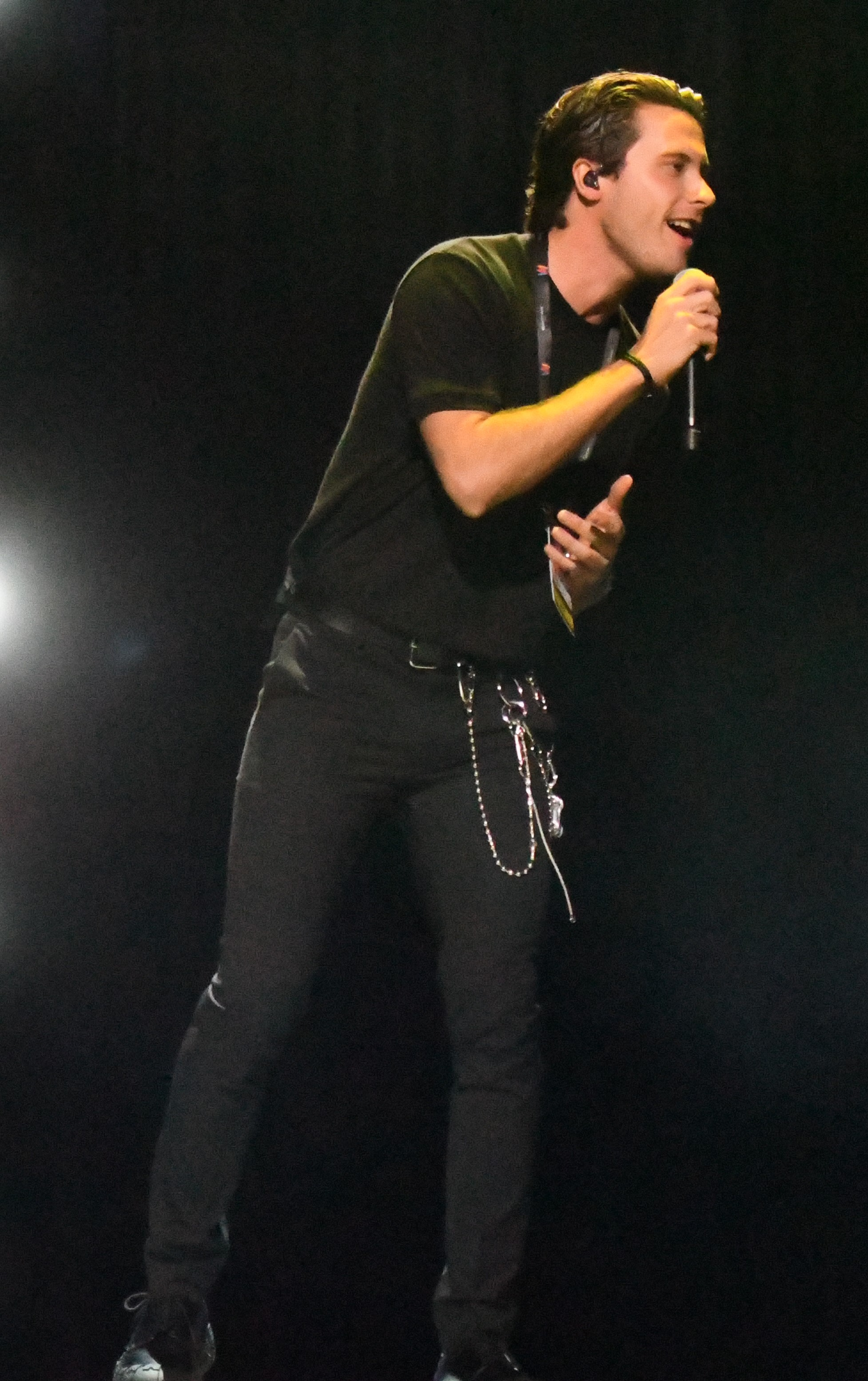
Victor Crone
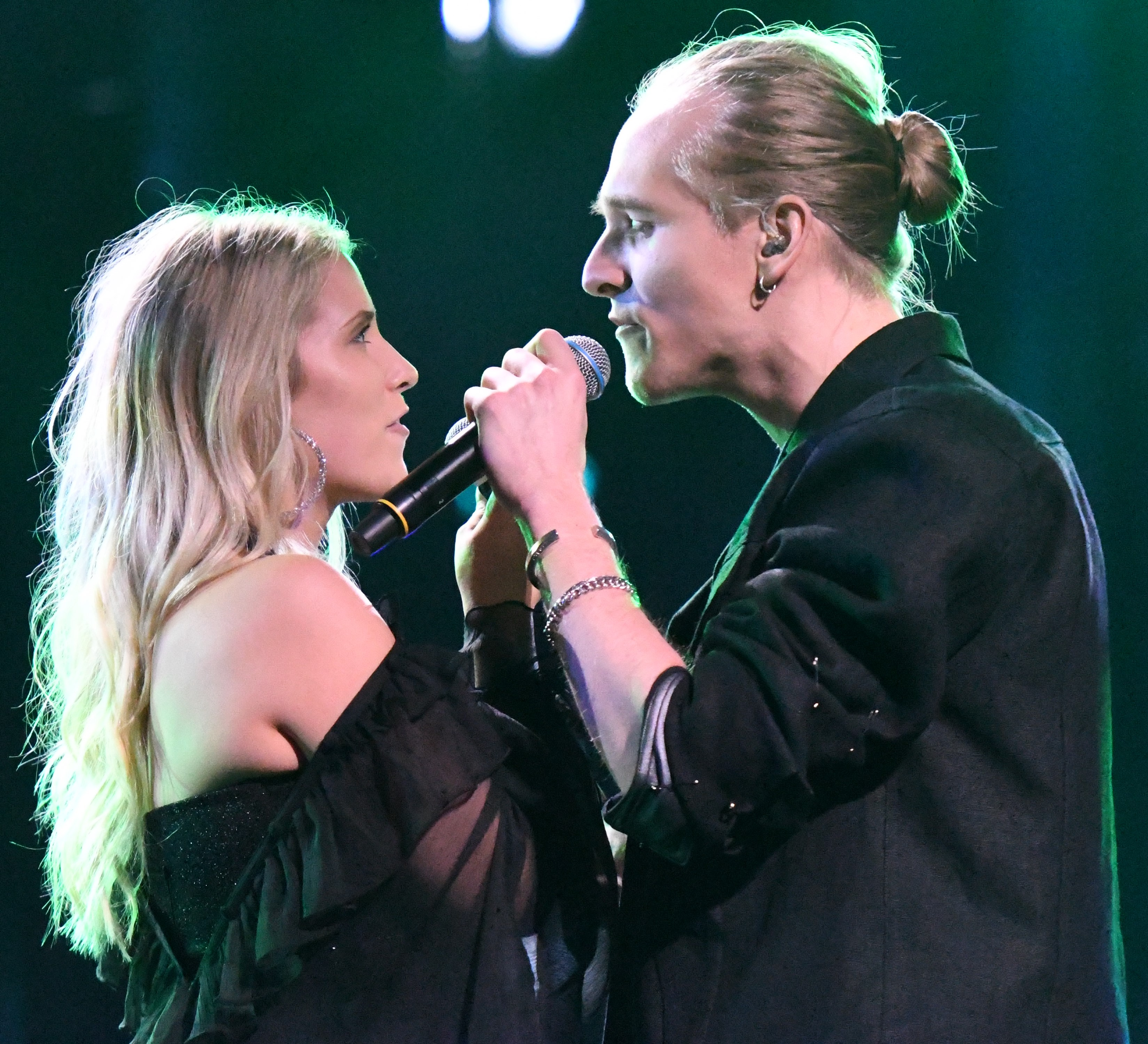
Ellen Benediktson och Simon Peyron
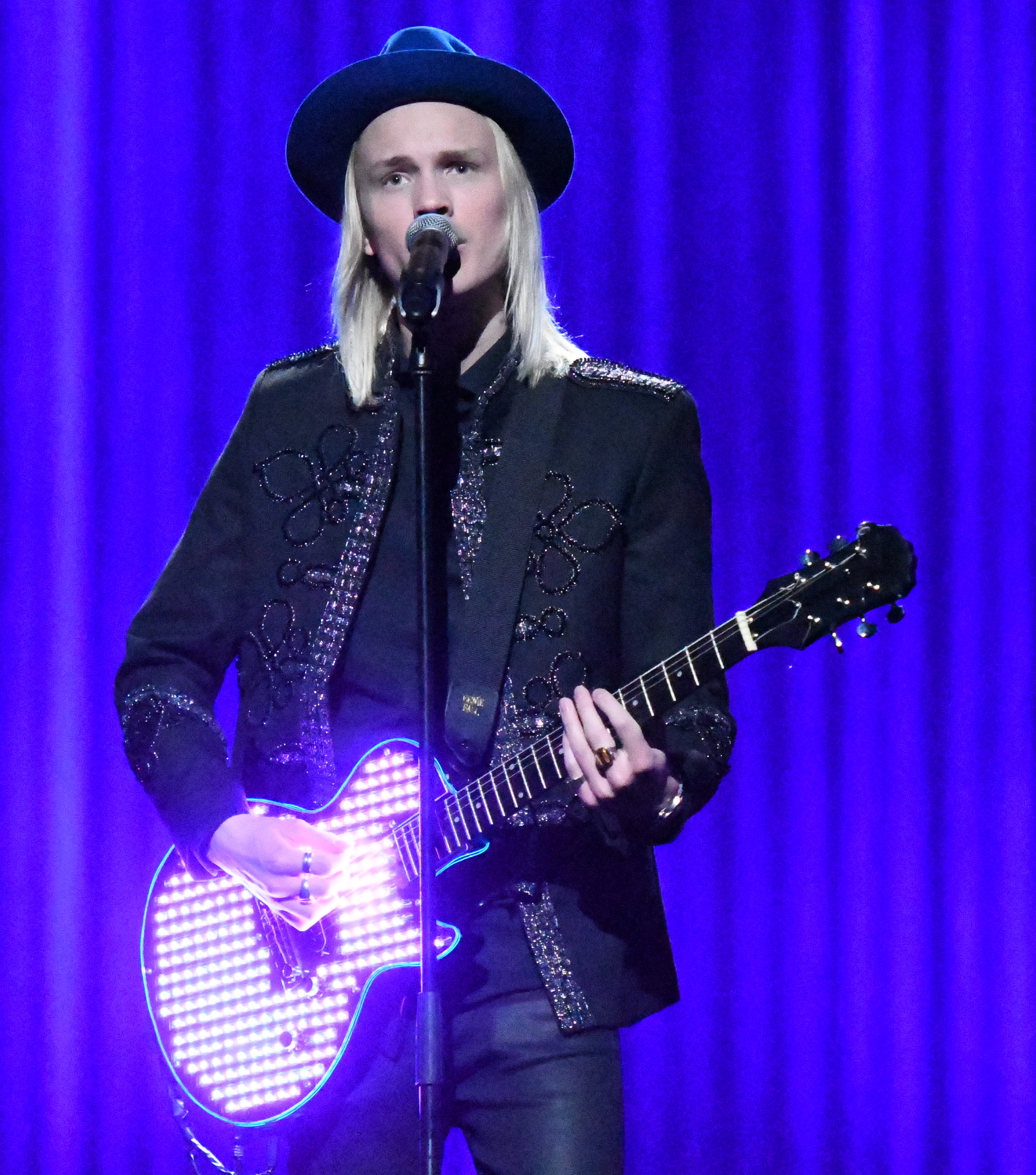
Jakob Karlberg
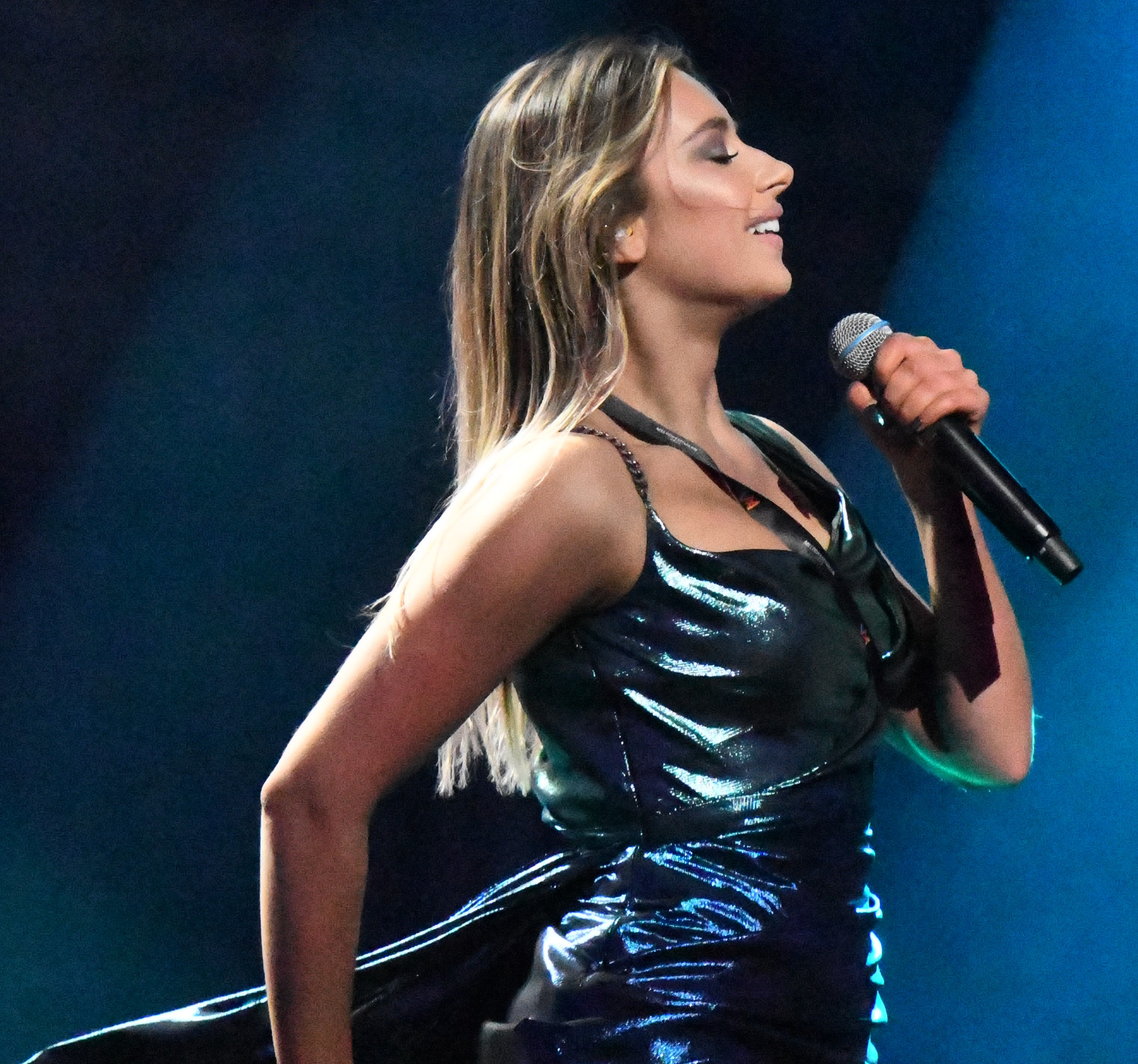
Hanna Ferm

### Final: Solna

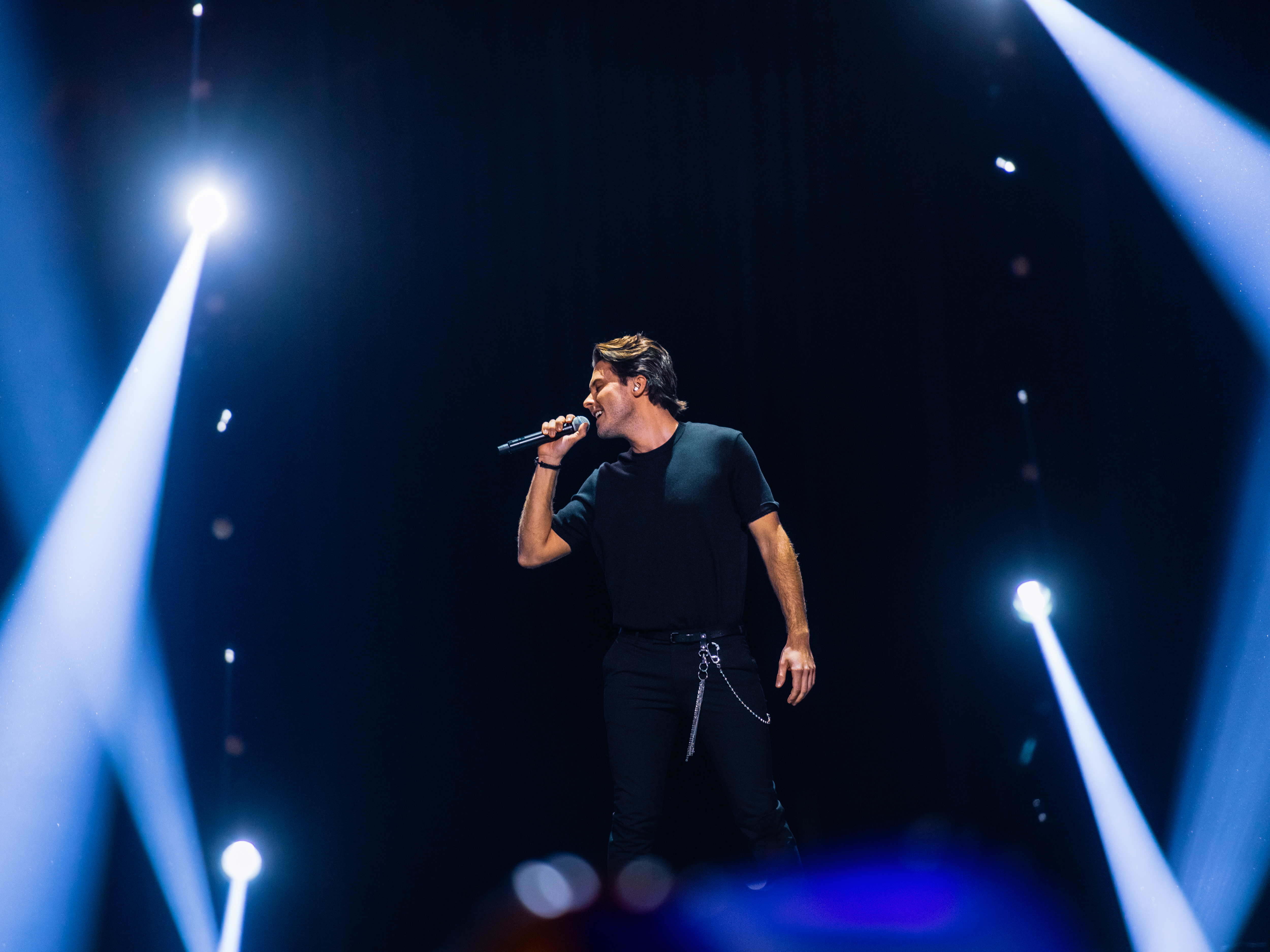
Victor Crone
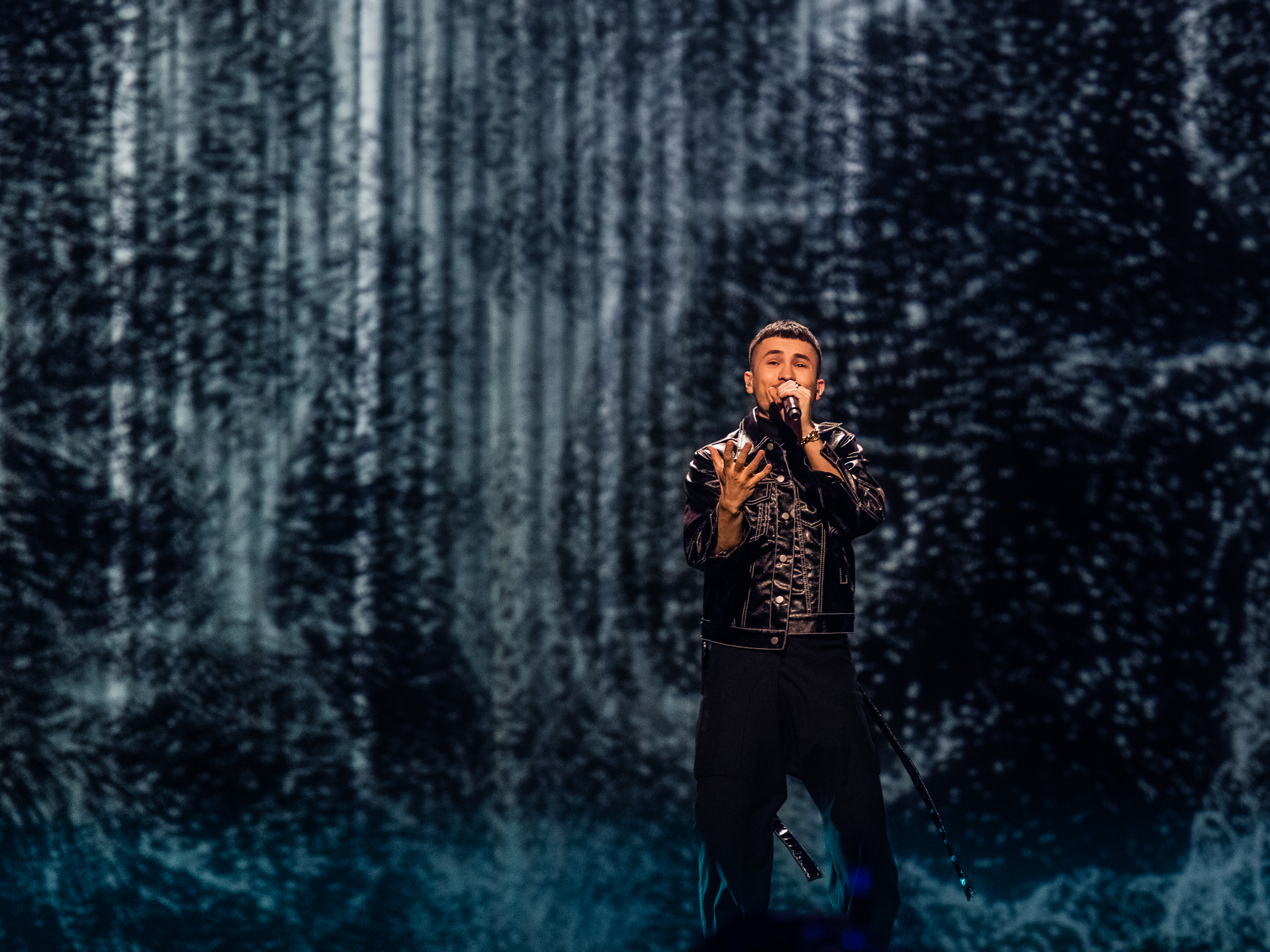
Paul Rey
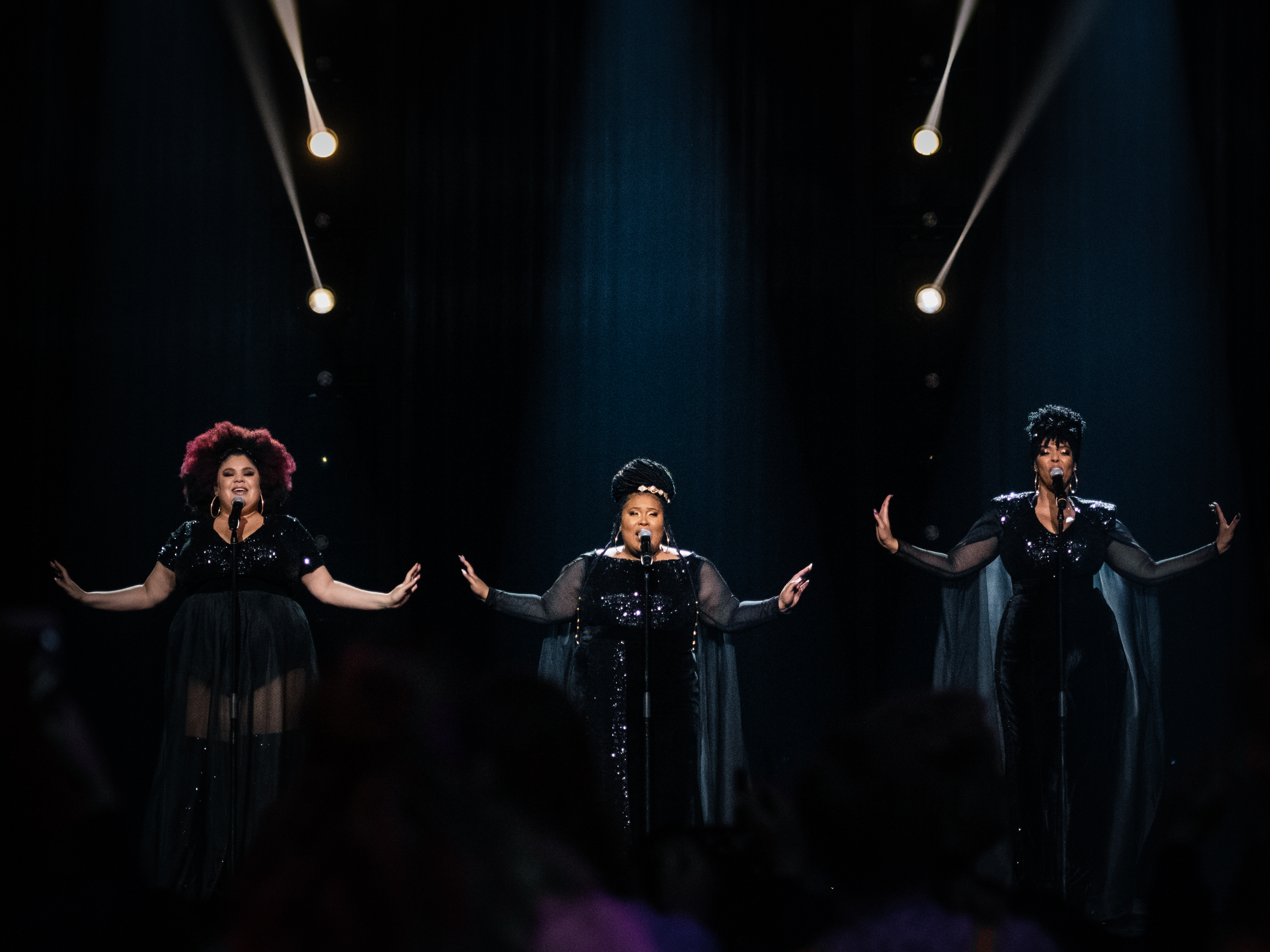
The Mamas
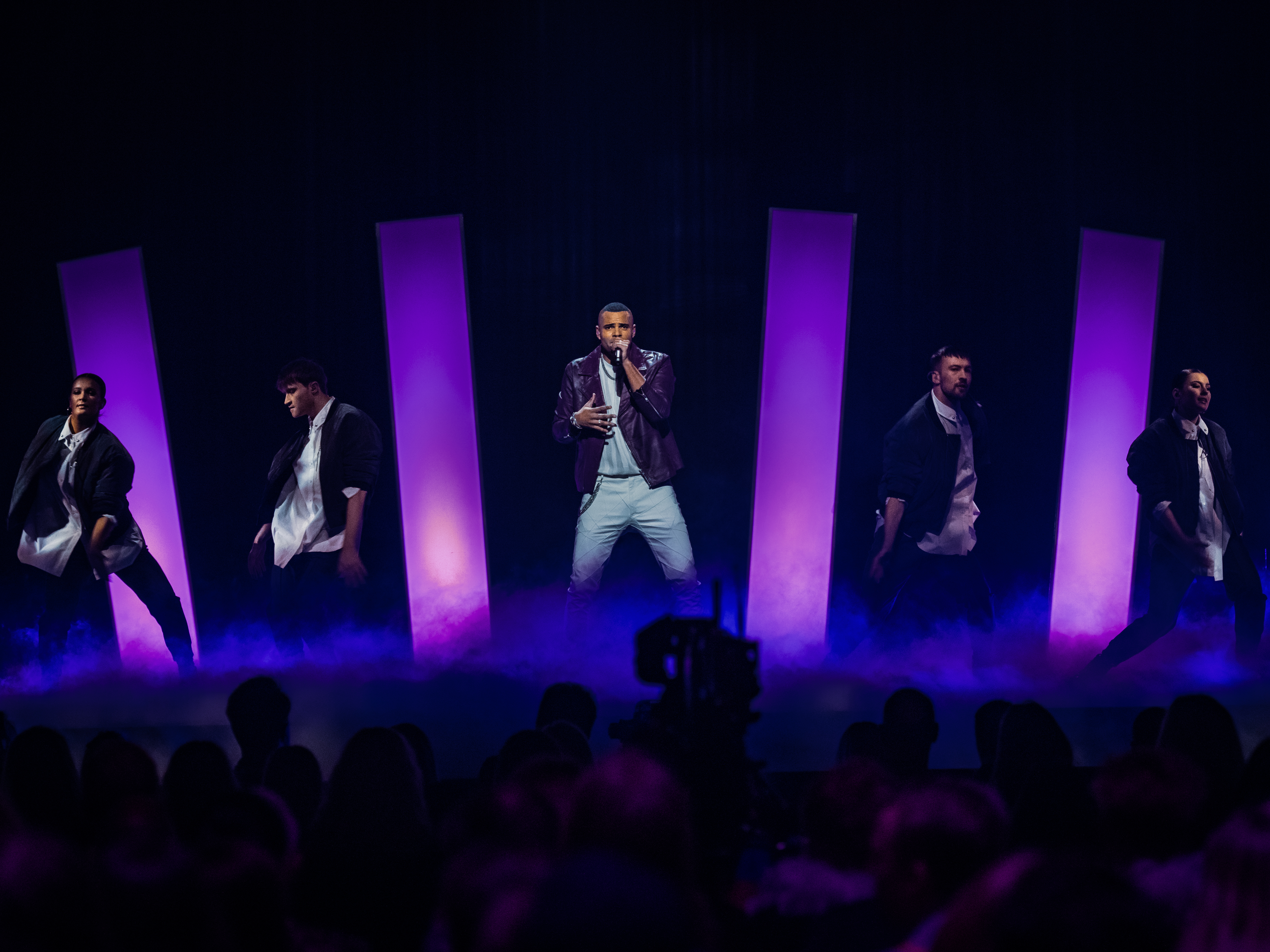
Mohombi
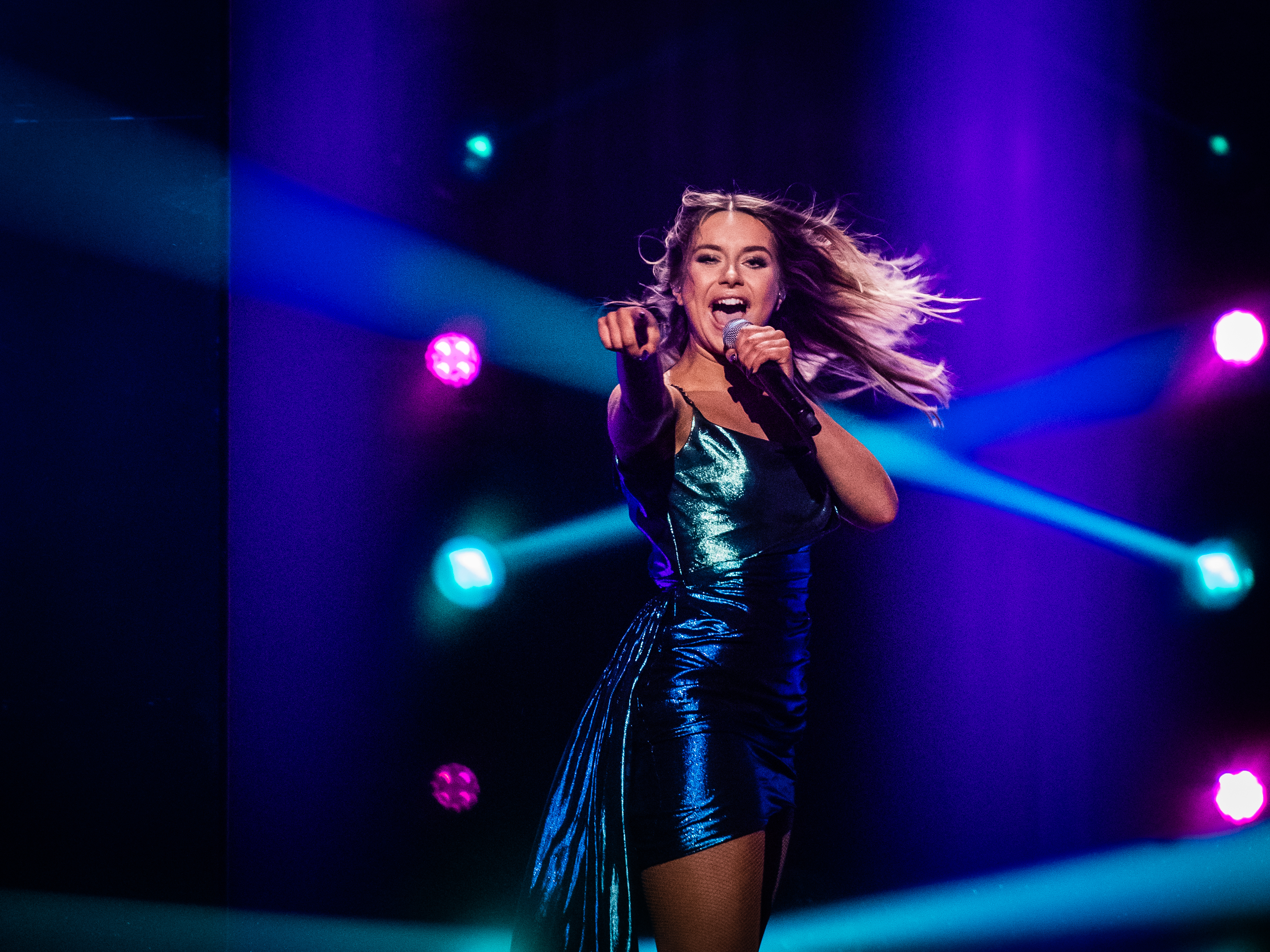
Hanna Ferm
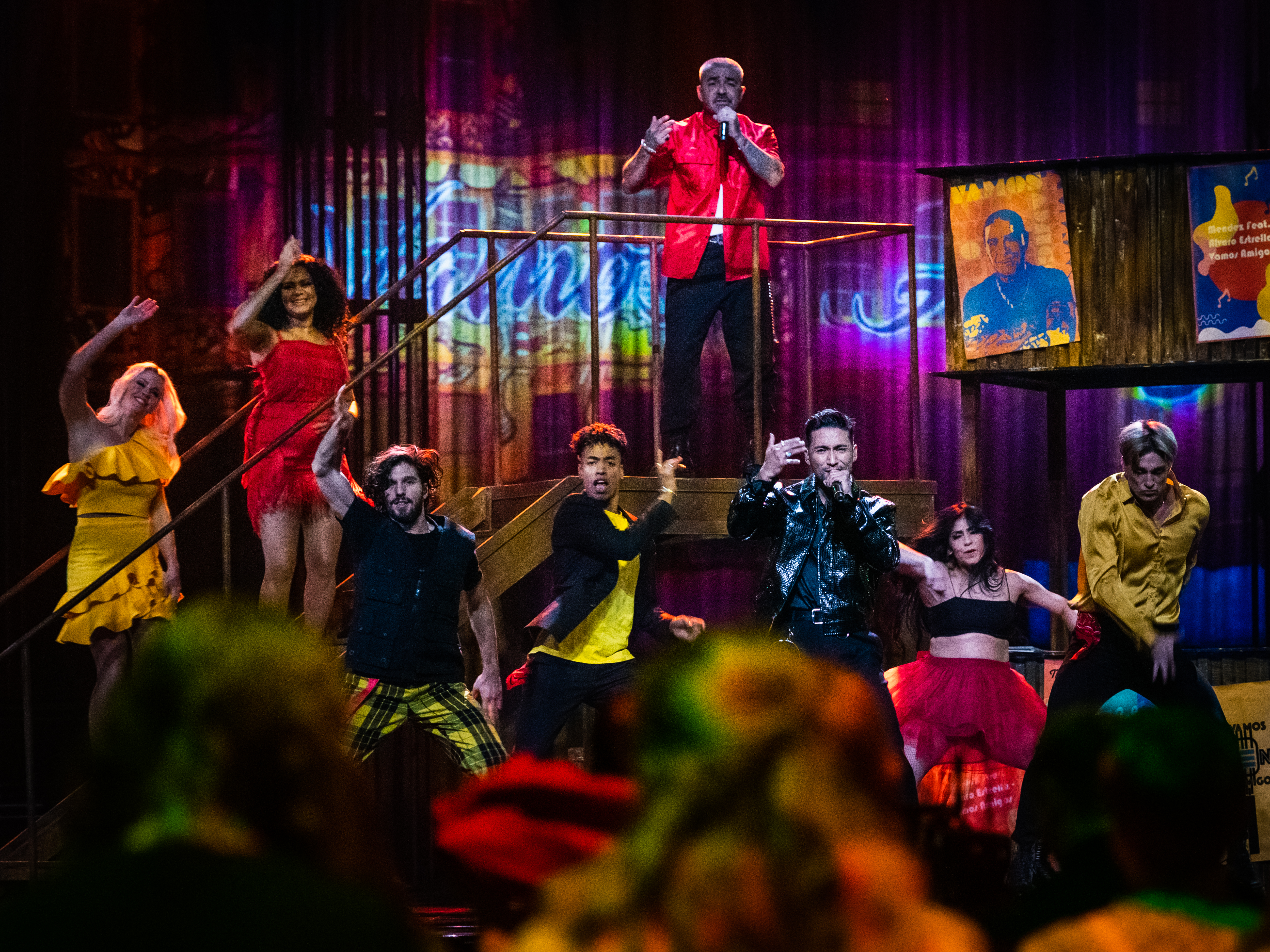
Méndez featuring Alvaro Estrella
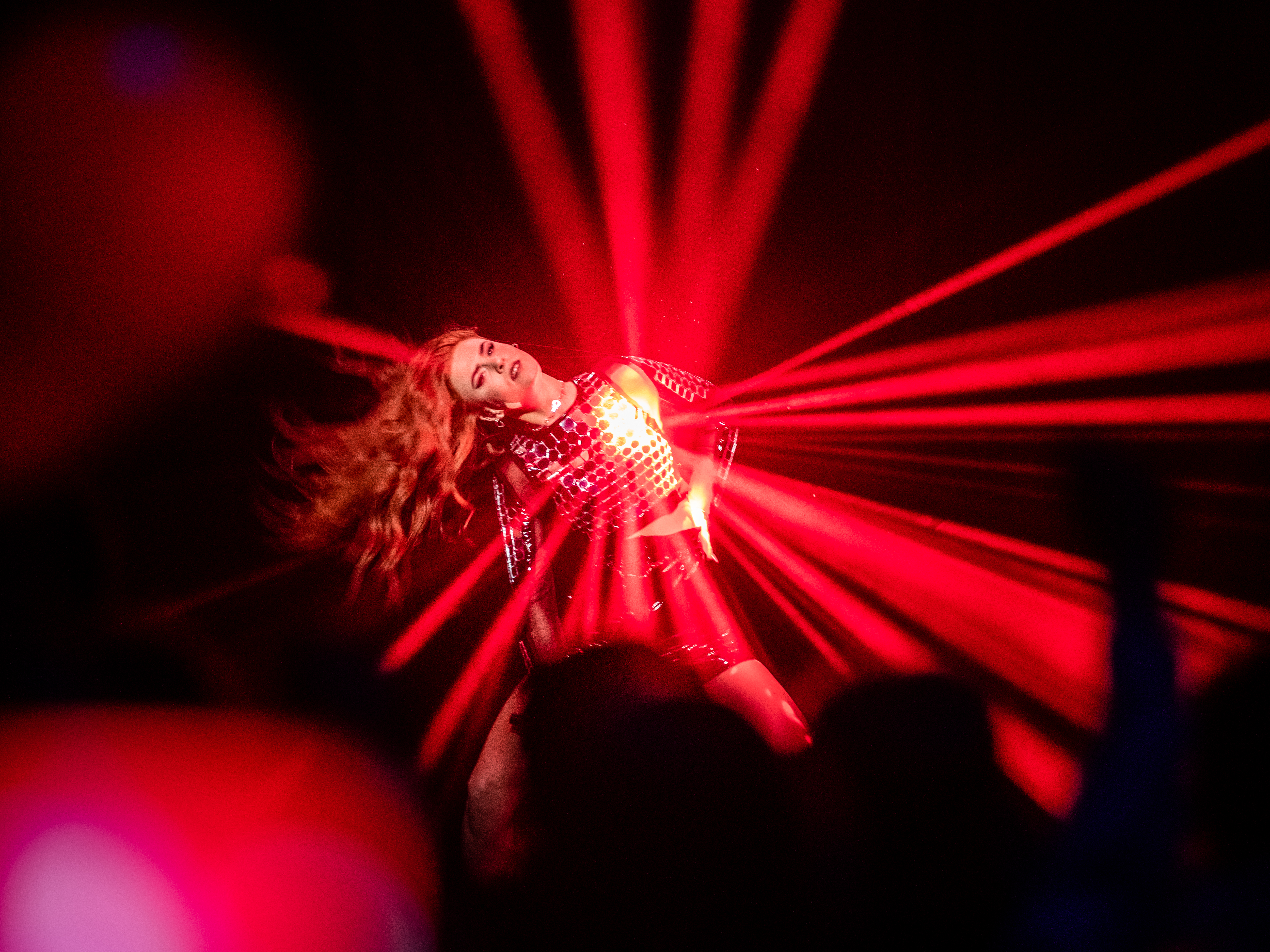
Dotter
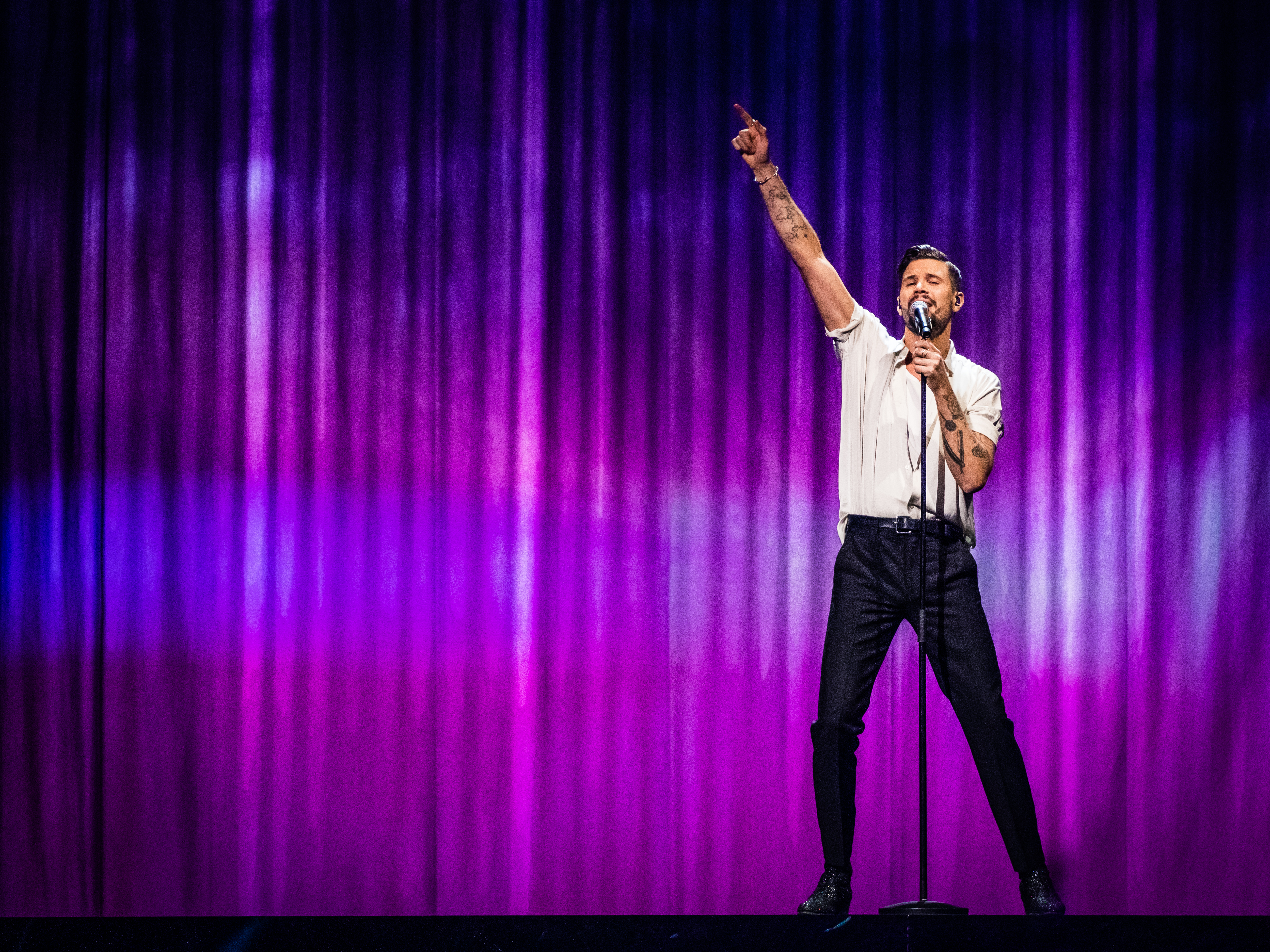
Robin Bengtsson
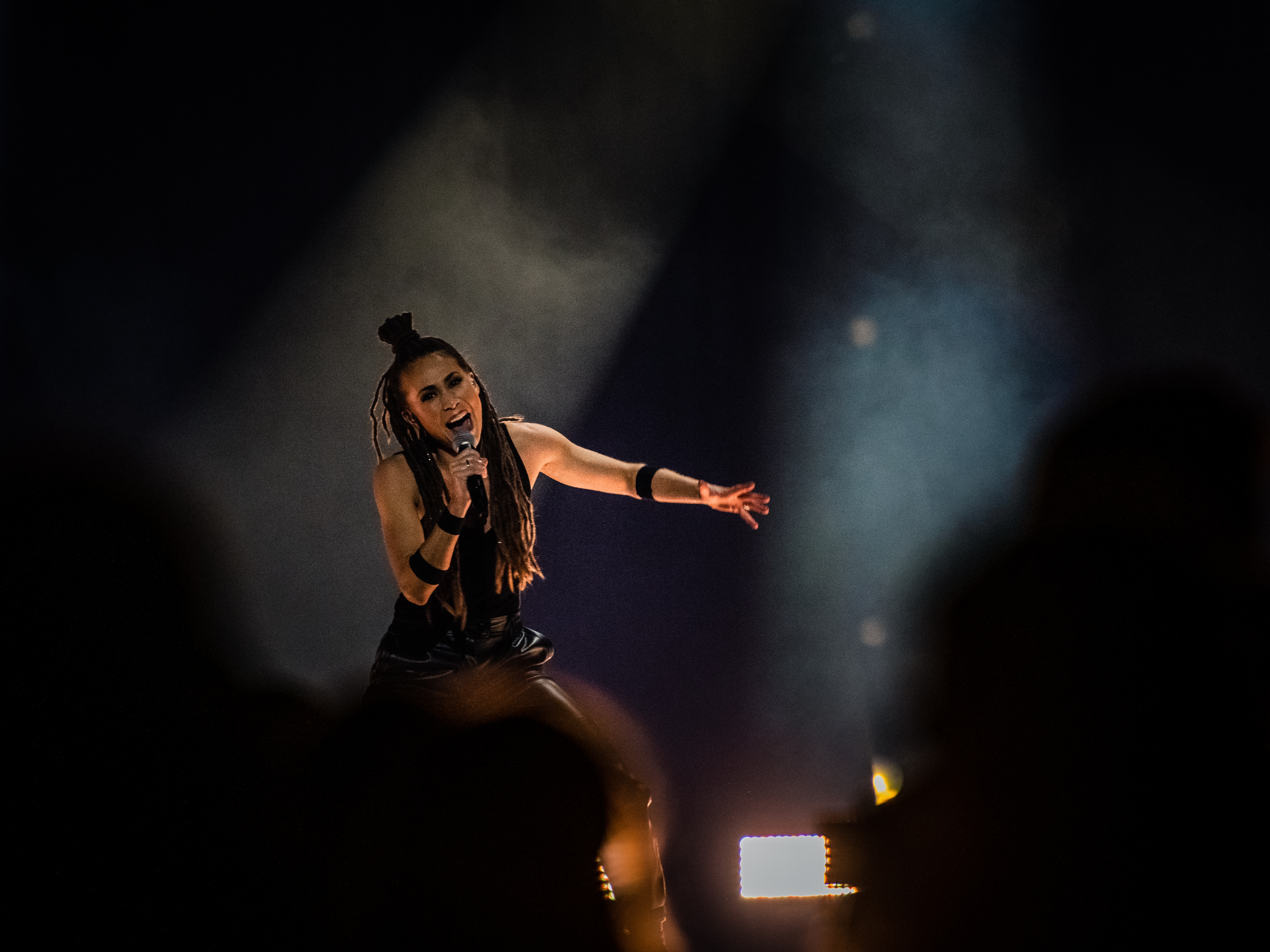
Mariette
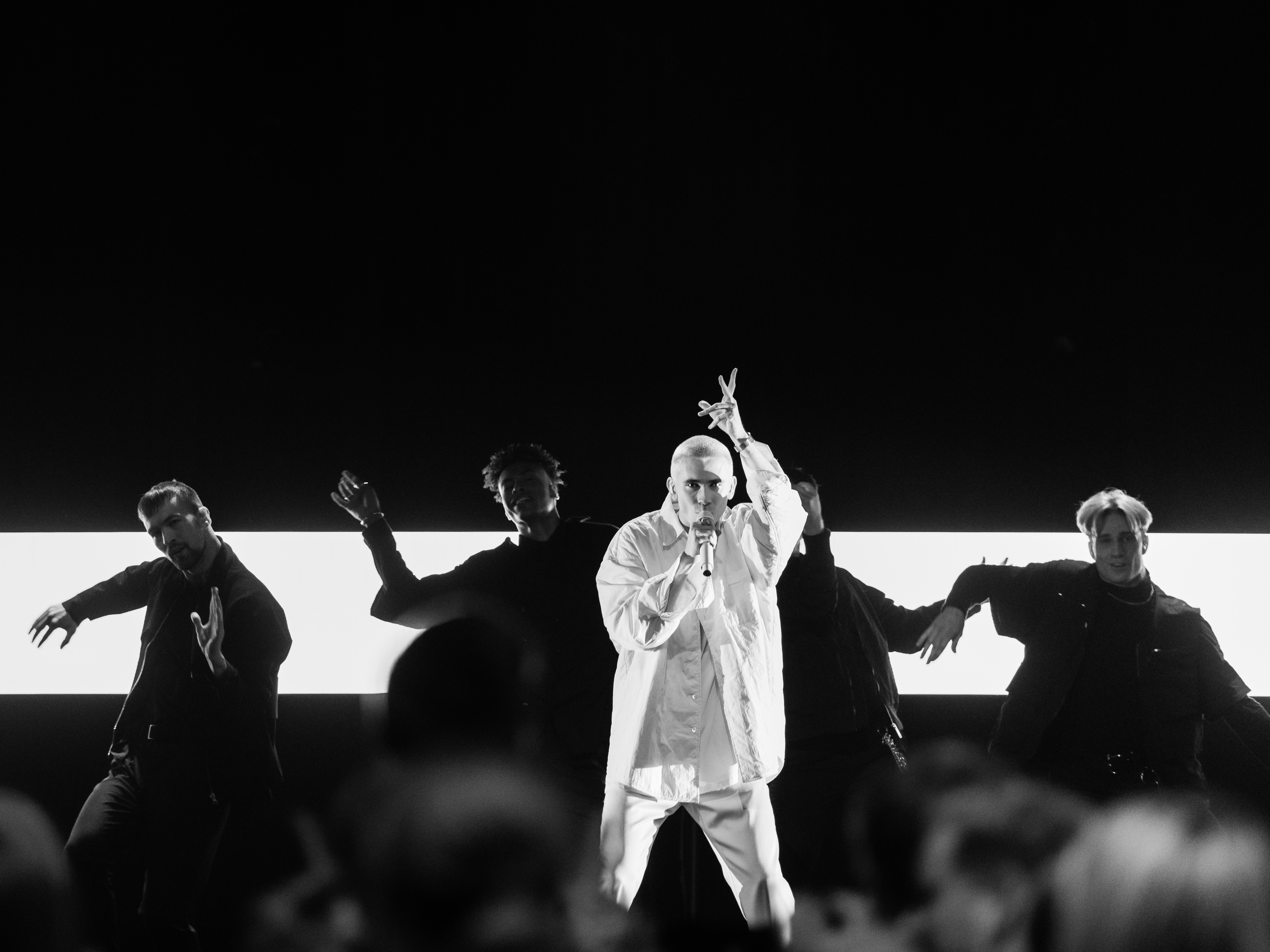
Felix Sandman
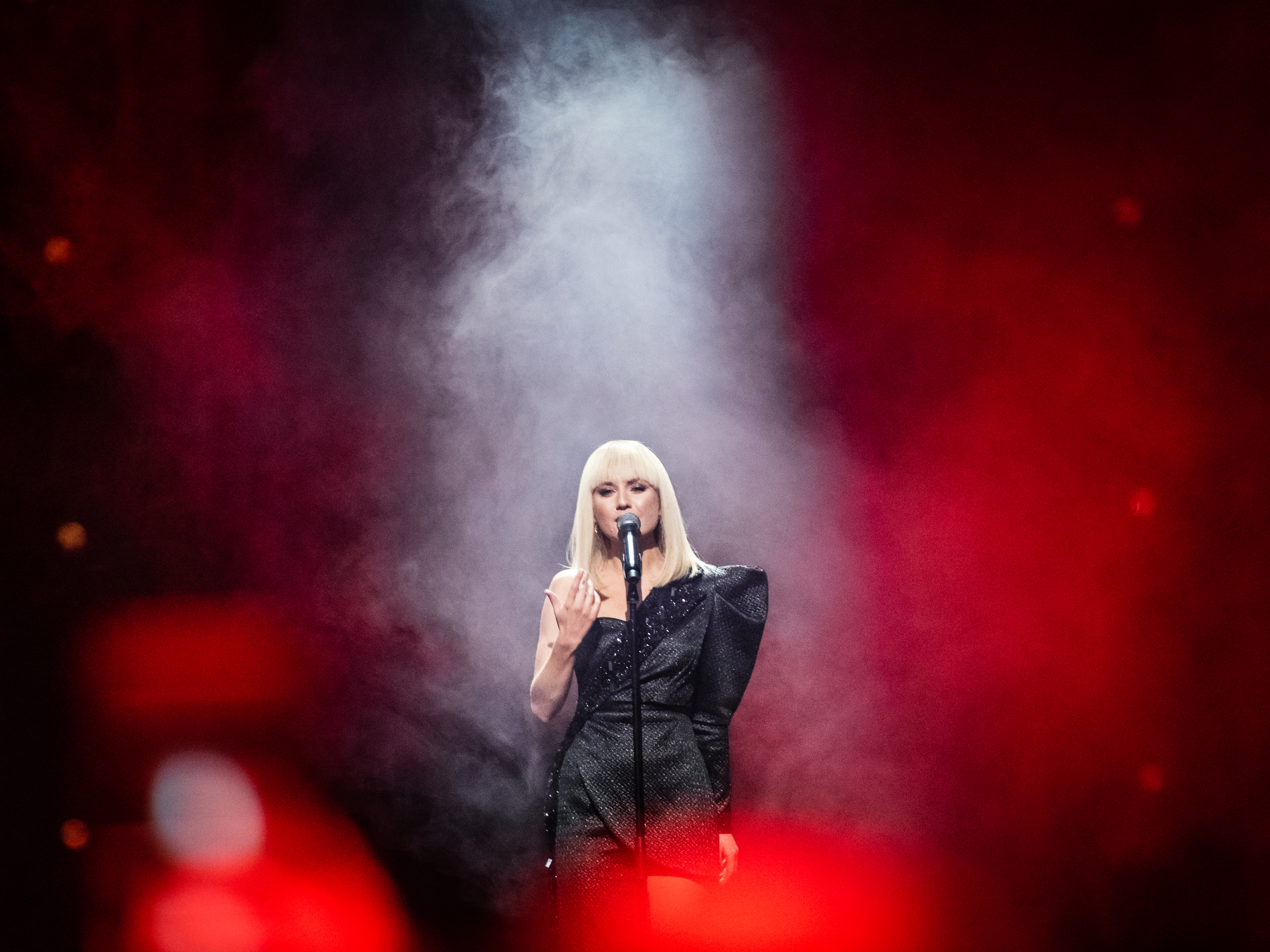
Anna Bergendahl
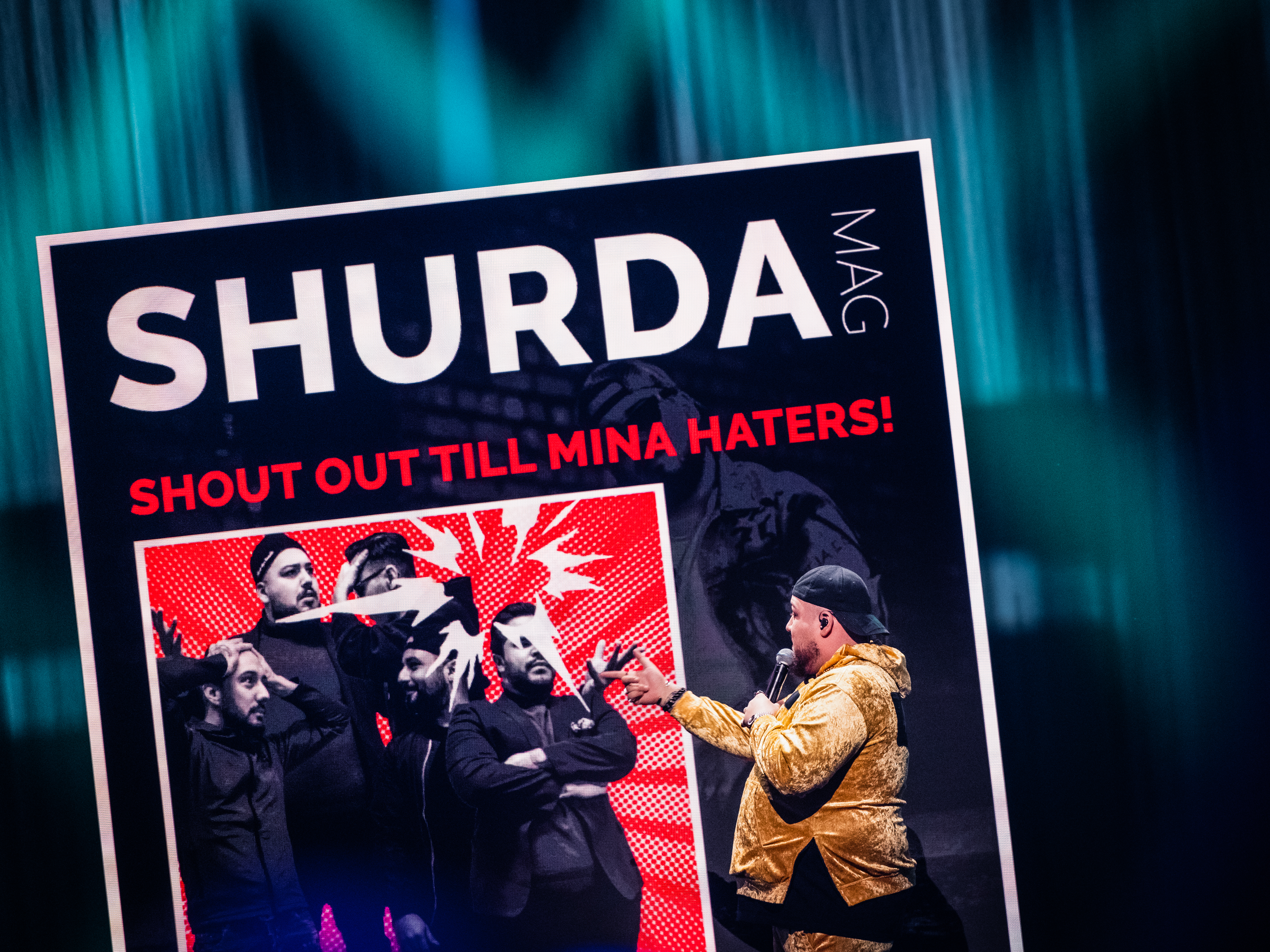
Anis Don Demina

## Efter tävlingen
Efter en kraftig avvikelse i spelaktiviteter efter att telefonslussarna hade stängts, kom SVT senare att misstänkas för att ha läckt information om vinnaren.
Omkring 165 personer har kännedom om vinnaren minuter innan den tillkännages då hela produktionen informeras över internradio. SVT har ingen policy mot att medlemmar i produktionen spelar på Melodifestivalens resultat och inga sekretessavtal. Melodifestivalens projektledare Anette Helenius sade "Vi har högt förtroende för dem vi arbetar med, att de har hög moral och gott omdöme." SVT inledde en egen utredning om händelsen, men fann inte något som tydde på en intern läcka.

### Fotnoter
1. ↑  TV-bolag: Sveriges Television
2. ↑  ”Sweden: Here are the hosts of Melodifestivalen 2020”. Eurovisionworld. 3 september 2019. https://eurovisionworld.com/esc/sweden-here-are-the-hosts-of-melodifestivalen-2020. Läst 3 september 2019.
3. ↑  ”Eurovision ställs in”. SvD. https://www.svd.se/eurovision-stalls-in. Läst 20 mars 2020.
4. ↑  ”Melodifestivalen 1959 - Melodifestivalen | SVT.se”. archive.is. 18 april 2013. Arkiverad från originalet den 18 april 2013. https://archive.today/20130418130515/http://www.svt.se/melodifestivalen/ommelodifestivalen/melodifestivalen-1959. Läst 7 december 2020.
5. 1 2 3 4 5 6 7  ”Hit kommer Melodifestivalen 2020: Alla städer | Aftonbladet”. Aftonbladet. 27 augusti 2019. https://www.aftonbladet.se/nojesbladet/a/g7BxkB/hit-kommer-melodifestivalen-2020. Läst 28 augusti 2019.
6. ↑  TT (16 september 2019). ”Så många vill tävla i Melodifestivalen”. Dagens Nyheter. Arkiverad från originalet den 16 september 2019. https://web.archive.org/web/20190916163415/https://www.dn.se/kultur-noje/sa-manga-vill-tavla-i-melodifestivalen/. Läst 16 september 2019.
7. 1 2 3 4 5  Sweden, Sveriges Television AB, Stockholm. ”Nyheter Direkt - Här är artisterna i Melodifestivalen 2020”. Arkiverad från originalet den 26 november 2019. https://web.archive.org/web/20191126104155/https://www.svtplay.se/video/24612249/nyheter-direkt/har-ar-artisterna-i-melodifestivalen-2020. Läst 26 november 2019.
8. 1 2 3 4 5 6 7 8 9 10 11 12 13 14  ”Slutresultatet i Melodifestivalen 2020”. https://blogg.svt.se/melodifestivalen-expertbloggen/files/2020/03/Slutresultat-Melodifestivalen-2020.pdf. Läst 11 mars 2020.
9. ↑  ”VeTvTitt2005”. MMS. Arkiverad från originalet den 14 januari 2021. https://web.archive.org/web/20210114155015/https://mms.se/wp-content/uploads/_dokument/rapporter/tv-tittande/vecka/2020/VeTvTitt2005.pdf. Läst 10 mars 2020.
10. ↑  Skrällartad lycka för The Mamas och Bengtsson, Norrbottens-Kuriren
11. ↑  ”Thorsten Flinck diskvalificeras från Melodifestivalen”. DN.SE. 2 februari 2020. https://www.dn.se/kultur-noje/thorsten-flinck-diskvalificeras-fran-melodifestivalen/. Läst 2 februari 2020.
12. ↑  ”Klart: Jan Johansen ersätter Flinck”. Aftonbladet. https://www.aftonbladet.se/nojesbladet/melodifestivalen/a/2GlOdR/klart-jan-johansen-ersatter-flinck. Läst 3 februari 2020.
13. ↑  ”VeTvTitt2006”. MMS. Arkiverad från originalet den 14 januari 2021. https://web.archive.org/web/20210114050342/https://mms.se/wp-content/uploads/_dokument/rapporter/tv-tittande/vecka/2020/VeTvTitt2006.pdf. Läst 10 mars 2020.
14. ↑  ”VeTvTitt2007”. MMS. Arkiverad från originalet den 14 januari 2021. https://web.archive.org/web/20210114020419/https://mms.se/wp-content/uploads/_dokument/rapporter/tv-tittande/vecka/2020/VeTvTitt2007.pdf. Läst 10 mars 2020.
15. ↑  ”VeTvTitt2008”. MMS. Arkiverad från originalet den 11 maj 2021. https://web.archive.org/web/20210511075520/https://mms.se/wp-content/uploads/_dokument/rapporter/tv-tittande/vecka/2020/VeTvTitt2008.pdf. Läst 10 mars 2020.
16. 1 2  ”Anis Don Demina, Paul Rey, Felix Sandman och Mendez feat. Alvaro Estrella till final från Andra chansen i Melodifestivalen 2020”. Melodifestivalen: Expertbloggen. 29 februari 2020. https://blogg.svt.se/melodifestivalen-expertbloggen/anis-don-demina-paul-rey-felix-sandman-och-mendez-feat-alvaro-estrella-till-final-fran-andra-chansen-i-melodifestivalen-2020/. Läst 1 mars 2020.
17. 1 2 3  ”The Mamas vinner Melodifestivalen 2020 - Här är hela slutresultatet”. https://blogg.svt.se/melodifestivalen-expertbloggen/the-mamas-vinner-melodifestivalen-2020/.
18. ↑  https://kontakt.svt.se/guide/fragor-och-svar-om-melodifestivalen-och-coronaviruset-covid-19
19. ↑  https://sverigesradio.se/sida/artikel.aspx?programid=83&artikel=7420297
20. ↑  https://www.expressen.se/noje/svt-i-krismote-om-melodifestivalen/
21. ↑  https://kontakt.svt.se/guide/fragor-och-svar-om-melodifestivalen-och-coronaviruset-covid-19
22. ↑  ”Statsminister Stefan Löfven: Pengar inget problem”. SVT Nyheter. 11 mars 2020. https://www.svt.se/nyheter/inrikes/statsminister-stefan-lofven-pengar-inget-problem. Läst 29 januari 2023.
23. ↑  Linda Johansson (30 januari 2019). ”SVT backar efter kritiken” (på svenska). Expressen. https://www.expressen.se/noje/svt-backar-efter-kritiken-spelbolag-far-inte-sponsra-melodifestivalen/. Läst 9 mars 2019.
24. ↑  ”SVT backar” (på svenska). Aftonbladet. 30 januari 2019. https://www.aftonbladet.se/nojesbladet/melodifestivalen/a/2169lB/svt-backar-spelbolag-far-inte-sponsra-melodifestivalen. Läst 9 mars 2019.
25. ↑  Viktor Boström. ”SVT misstänks för att ha läckt The Mamas vinst i förväg”. Arkiverad från originalet den 13 mars 2020. https://web.archive.org/web/20200313175027/https://www.svt.se/kultur/svt-misstanks-for-att-ha-lackt-the-mamas-vinst-i-forvag. Läst 14 mars 2020. Sveriges Television, 13 mars 2020.
26. ↑  Torbjörn Ek. ”SVT anklagas: Läckte information om The Mamas seger”. Arkiverad från originalet den 16 mars 2020. https://web.archive.org/web/20200316135117/http://www.aftonbladet.se/nojesbladet/melodifestivalen/a/8mkjzA/svt-anklagas-lackte-information-om-the-mamas-seger. Läst 24 mars 2020., Aftonbladet, 13 mars 2020.
27. ↑  Torbjörn Ek. ”SVT:s svar: 'Högst omoraliskt'”. Arkiverad från originalet den 16 mars 2020. https://web.archive.org/web/20200316135122/http://www.aftonbladet.se/nojesbladet/melodifestivalen/a/WbAeKk/svts-svar-hogst-omoraliskt. Läst 24 mars 2020., Aftonbladet, 13 mars 2020.
28. ↑  ”Melodifestivalen: Ingen vinnarläcka inifrån”. Sveriges Television (SVT). 23 mars 2020. https://www.svt.se/kultur/melodifestivalen-ingen-vinnarlacka-inifran. Läst 18 november 2023.